# UEFA Europa League 2016/17
De UEFA Europa League 2016/17 was het 46e seizoen van de tweede Europese voetbalcompetitie voor clubs die georganiseerd wordt door de UEFA en het achtste seizoen onder deze naam. Sevilla was de titelhouder. Het verdedigde deze titel echter niet, omdat het tot na de groepsfase actief was in de Champions League. Manchester United wist het toernooi te winnen door in de finale Ajax met 0–2 te verslaan. Hiermee kwalificeerde men zich voor de groepsfase van de UEFA Champions League 2017/18.
De finale werd gespeeld in de Friends Arena in Solna, Zweden.

## Opzet
- De winnaar van de voorgaande UEFA Europa League kwalificeert zich voor de Champions League. Zij zal op zijn minst instromen in de play-off ronde, en zal in de groepsfase instromen indien de winnaar van de Champions League zich al gekwalificeerd heeft via de nationale competitie.
- Alle bonden hebben een maximum van drie teams die mogen deelnemen aan de Europa League.
- Het aantal teams dat zich direct kwalificeert voor de groepsfase zijn 16 teams (van de top 12 landen).
- Indien de winnaar van de Europa League zich plaatst voor de Champions League zal de runner-up niet langer het ticket van de winnaar overnemen, maar zal de vrije plaats worden gegeven aan het hoogst-geplaatste team van de competitie dat zich nog niet heeft gekwalificeerd voor een Europese competitie.

## Algemene info

### Deelnemers per land
Een totaal van 162 teams van alle 55 bonden namen deel aan deze editie van de UEFA Europa League. De UEFA landenranking bepaalde hoeveel teams ieder land mocht afvaardigen:
- Van de bonden 1–51 (met uitzondering van Liechtenstein) kwalificeerden zich drie teams.
- Van de bonden 52–53 kwalificeerden zich twee teams.
- Van Liechtenstein, Gibraltar en Kosovo kwalificeerde zich één team.

### De ranking
De verdeling ging op basis van de ranglijst van de UEFA-coëfficiënten. Hierbij werd gekeken naar de Europese prestaties van seizoen 2010/11 tot en met 2014/15.
- (CL) – Extra plek via de UEFA Champions League.
* (EL) – Plek minder, omdat de winnaar van de Europa League zich plaatst voor de Champions League.
* (EL) – Plek minder in de UEFA Europa League wegens uitsluiting en/of het er niet in slagen om een UEFA-licentie te bemachtigen.

| Nr. | Land        | Coeff. | Clubs | Bijz.         |
| --- | ----------- | ------ | ----- | ------------- |
| 1   | Spanje      | 99.999 | 3     | +1(CL) −1(EL) |
| 2   | Engeland    | 80.391 | 3     | +1(CL)        |
| 3   | Duitsland   | 79.415 | 3     | +1(CL)        |
| 4   | Italië      | 70.510 | 3     | +1(CL)        |
| 5   | Portugal    | 61.382 | 3     |               |
| 6   | Frankrijk   | 52.416 | 3     | +1(CL)        |
| 7   | Rusland     | 50.498 | 3     | +1(CL)        |
| 8   | Oekraïne    | 45.166 | 3     | +1(CL)        |
| 9   | Nederland   | 40.979 | 3     | +1(CL)        |
| 10  | België      | 37.200 | 3     | +1(CL)        |
| 11  | Zwitserland | 34.375 | 3     | +1(CL)        |
| 12  | Turkije     | 32.600 | 3     | +2(CL)        |
| 13  | Griekenland | 31.900 | 3     | +2(CL)        |
| 14  | Tsjechië    | 29.125 | 3     | +2(CL)        |
| 15  | Roemenië    | 26.299 | 3     | +2(CL)        |
| 16  | Oostenrijk  | 25.675 | 3     | +1(CL)        |
| 17  | Kroatië     | 23.500 | 3     |               |
| 18  | Cyprus      | 22.300 | 3     | +1(CL)        |
| 19  | Polen       | 21.500 | 3     | +1(CL)        |

| Nr. | Land                  | Coeff. | Clubs | Bijz.  |
| --- | --------------------- | ------ | ----- | ------ |
| 20  | Israël                | 21.000 | 3     | +1(CL) |
| 21  | Wit-Rusland           | 20.750 | 3     | +1(CL) |
| 22  | Denemarken            | 19.800 | 3     | +1(CL) |
| 23  | Schotland             | 17.900 | 3     |        |
| 24  | Zweden                | 17.725 | 3     |        |
| 25  | Bulgarije             | 16.750 | 3     | +1(CL) |
| 26  | Noorwegen             | 14.375 | 3     | +1(CL) |
| 27  | Servië                | 13.875 | 3     | +1(CL) |
| 28  | Slovenië              | 13.625 | 3     |        |
| 29  | Azerbeidzjan          | 12.500 | 3     | +1(CL) |
| 30  | Slowakije             | 11.250 | 3     | +1(CL) |
| 31  | Hongarije             | 11.000 | 3     |        |
| 32  | Kazachstan            | 10.375 | 3     | +1(CL) |
| 33  | Moldavië              | 10.000 | 3     |        |
| 34  | Georgië               | 9.375  | 3     | +1(CL) |
| 35  | Finland               | 8.200  | 3     |        |
| 36  | IJsland               | 8.000  | 3     |        |
| 37  | Bosnië en Herzegovina | 7.500  | 3     |        |

| Nr. | Land          | Coeff. | Clubs | Bijz.         |
| --- | ------------- | ------ | ----- | ------------- |
| 38  | Liechtenstein | 6.000  | 1     |               |
| 39  | Macedonië     | 5.875  | 3     |               |
| 40  | Ierland       | 5.750  | 3     | +1(CL)        |
| 41  | Montenegro    | 5.625  | 3     |               |
| 42  | Albanië       | 5.375  | 3     | +1(CL) −1(EL) |
| 43  | Luxemburg     | 5.125  | 3     |               |
| 44  | Noord-Ierland | 4.875  | 3     |               |
| 45  | Litouwen      | 4.500  | 3     |               |
| 46  | Letland       | 4.250  | 3     |               |
| 47  | Malta         | 4.208  | 3     |               |
| 48  | Estland       | 3.500  | 3     |               |
| 49  | Faeröer       | 3.500  | 3     |               |
| 50  | Wales         | 2.875  | 3     |               |
| 51  | Armenië       | 2.750  | 3     |               |
| 52  | Andorra       | 0,833  | 2     |               |
| 53  | San Marino    | 0,499  | 2     |               |
| 54  | Gibraltar     | 0,250  | 1     |               |
| 55  | Kosovo        | 0,000  | 1     | −1(EL)        |

### Data lotingen
Alle lotingen, met uitzondering van de groepsfase, zullen plaatsvinden in het UEFA-hoofdkantoor in Nyon, Zwitserland. De loting van de groepsfase zal plaatsvinden in Monaco.
| Fase          | Ronde                    | Datum loting     | Heenwedstrijd                                   | Terugwedstrijd                                  |
| ------------- | ------------------------ | ---------------- | ----------------------------------------------- | ----------------------------------------------- |
| Kwalificatie  | Eerste kwalificatieronde | 20 juni 2016     | 28 en 30 juni 2016                              | 5, 6 en 7 juli 2016                             |
| Kwalificatie  | Tweede kwalificatieronde | 20 juni 2016     | 14 juli 2016                                    | 20 en 21 juli 2016                              |
| Kwalificatie  | Derde kwalificatieronde  | 15 juli 2016     | 28 juli 2016                                    | 3 en 4 augustus 2016                            |
| Play-off      | Play-offronde            | 5 augustus 2016  | 17 en 18 augustus 2016                          | 25 augustus 2016                                |
| Groepsfase    | Wedstrijddag 1           | 26 augustus 2016 | 15 september 2016                               | 15 september 2016                               |
| Groepsfase    | Wedstrijddag 2           | 26 augustus 2016 | 29 september 2016                               | 29 september 2016                               |
| Groepsfase    | Wedstrijddag 3           | 26 augustus 2016 | 20 oktober 2016                                 | 20 oktober 2016                                 |
| Groepsfase    | Wedstrijddag 4           | 26 augustus 2016 | 3 november 2016                                 | 3 november 2016                                 |
| Groepsfase    | Wedstrijddag 5           | 26 augustus 2016 | 24 november 2016                                | 24 november 2016                                |
| Groepsfase    | Wedstrijddag 6           | 26 augustus 2016 | 8 december 2016                                 | 8 december 2016                                 |
| Knock-outfase | 1/16 finales             | 12 december 2016 | 16 februari 2017                                | 23 februari 2017                                |
| Knock-outfase | 1/8 finales              | 24 februari 2017 | 9 maart 2017                                    | 16 maart 2017                                   |
| Knock-outfase | 1/4 finales              | 17 maart 2017    | 13 april 2017                                   | 20 april 2017                                   |
| Knock-outfase | 1/2 finales              | 21 april 2017    | 4 mei 2017                                      | 11 mei 2017                                     |
| Knock-outfase | Finale                   | 21 april 2017    | 24 mei 2017 in de Friends Arena, Solna, Zweden. | 24 mei 2017 in de Friends Arena, Solna, Zweden. |

## Teams
Onderstaande tabel geeft de reeds bekende deelnemers aan deze editie weer en toont in welke ronde de club minimaal zal instromen.
| Laatste 32                     | Laatste 32                    | Laatste 32                      | Laatste 32                     |
| ------------------------------ | ----------------------------- | ------------------------------- | ------------------------------ |
| Tottenham Hotspur (CL)         | Olympique Lyon (CL)           | Beşiktaş JK (CL)                | FC Kopenhagen (CL)             |
| Borussia Mönchengladbach (CL)  | FK Rostov (CL)                | Legia Warschau (CL)             | PFK Ludogorets (CL)            |
| Groepsfase                     |                               |                                 |                                |
| Villarreal (CL PO)             | AS Roma (CL PO)               | Ajax (CL PO)                    | Steaua Boekarest (CL PO)       |
| Athletic Bilbao                | Internazionale                | Feyenoord                       | Red Bull Salzburg (CL PO)      |
| Celta de Vigo                  | Fiorentina                    | Standard Luik                   | APOEL Nicosia (CL PO)          |
| Manchester United              | SC Braga                      | BSC Young Boys (CL PO)          | Hapoel Beër Sjeva (CL PO)      |
| Southampton                    | OGC Nice                      | FC Zürich                       | Dundalk FC (CL PO)             |
| Schalke 04                     | Zenit Sint-Petersburg         | Konyaspor [Bijz. TUR]           |                                |
| FSV Mainz 05                   | Zorja Loehansk                | Viktoria Plzen (CL PO)          |                                |
| Play-offronde                  |                               |                                 |                                |
| Sjachtar Donetsk (CL 3e)       | PAOK Saloniki (CL 3e)         | Rosenborg (CL 3e)               | Astana (CL 3e)                 |
| Anderlecht (CL 3e)             | Sparta Praag (CL 3e)          | Rode Ster Belgrado (CL 3e)      | Dinamo Tbilisi (CL 3e)         |
| Fenerbahçe (CL 3e)             | Astra Giurgiu (CL 3e)         | FK Qarabağ (CL 3e)              | Partizan Tirana (CL 3e)        |
| Olympiakos Piraeus (CL 3e)     | BATE Borisov (CL 3e)          | Trenčín (CL 3e)                 |                                |
| 3e voorronde                   |                               |                                 |                                |
| West Ham United                | FK Krasnodar                  | FC Luzern                       | Viitorul Constanța [Bijz. ROE] |
| Hertha BSC                     | Spartak Moskou                | Istanbul Başakşehir [Bijz. TUR] | Rapid Wien                     |
| Sassuolo                       | Vorskla Poltava               | AEK Athene                      | HNK Rijeka                     |
| FC Arouca                      | Oleksandrija                  | Panathinaikos                   | Apollon Limasol                |
| Rio Ave                        | AZ                            | FK Mladá Boleslav               |                                |
| Lille OSC                      | Heracles Almelo               | Slovan Liberec                  |                                |
| AS Saint-Étienne               | KAA Gent                      | Pandurii Târgu Jiu [Bijz. ROE]  |                                |
| 2e voorronde                   |                               |                                 |                                |
| Racing Genk                    | CSMS Iași [Bijz. ROE]         | Torpedo Zhodino                 | Strømsgodset                   |
| Grasshopper                    | Austria Wien                  | SønderjyskE                     | FK Partizan                    |
| Osmanlıspor [Bijz. TUR]        | Hajduk Split                  | Hibernians                      | NK Maribor                     |
| PAS Giannina [Bijz. GRI]       | Piast Gliwice                 | BK Häcken                       |                                |
| Slavia Praag                   | Maccabi Haifa                 | Levski Sofia [Bijz. BUL]        |                                |
| 1e voorronde                   |                               |                                 |                                |
| Admira Wacker                  | Kəpəz PFK [Bijz. AZE]         | Široki Brijeg                   | Spartaks Jūrmala [Bijz. LET]   |
| Lokomotiva Zagreb              | Neftçi Bakoe [Bijz. AZE]      | FC Vaduz                        | Hibernians [Bijz. MAL]         |
| AEK Larnaca                    | Slovan Bratislava [Bijz. ALB] | Shkendija Tetovo                | Birkirkara [Bijz. MAL]         |
| Omonia Nicosia                 | Spartak Myjava                | Sileks Kratovo                  | Balzan [Bijz. MAL]             |
| Zagłębie Lubin                 | Spartak Trnava                | Rabotnički Skopje               | Levadia Tallinn                |
| Cracovia Kraków                | Videoton                      | Cork City                       | Nõmme Kalju                    |
| Maccabi Tel Aviv               | DVSC                          | Shamrock Rovers                 | Infonet                        |
| Beitar Jeruzalem               | MTK Budapest                  | St. Patrick's Athletic          | Víkingur Gøta                  |
| Dinamo Minsk                   | Kairat                        | Rudar Plevlja                   | Runavík                        |
| Sjachtjor Salihorsk            | Aqtöbe                        | Budućnost Podgorica             | HB Tórshavn                    |
| Midtjylland                    | Ordabası                      | Bokelj Kotor                    | Bala Town                      |
| Brøndby                        | FC Zaria Bălți                | KF Kukësi                       | Llandudno                      |
| Aberdeen                       | Dacia Chisinau                | Partizan Tirana [Bijz. ALB]     | Connah's Quay Nomads           |
| Heart of Midlothian            | Zimbru Chisinau               | Teuta Durrës [Bijz. ALB]        | Banants Jerevan                |
| IFK Göteborg                   | Samtredia                     | Fola Esch                       | Shirak Gyumri                  |
| AIK Stockholm                  | Dila Gori                     | Differdange 03                  | Pjoenik Jerevan                |
| Beroe Stara Zagora [Bijz. BUL] | Tsjichoera Satsjchere         | Jeunesse Esch                   | UE Santa Coloma                |
| Slavia Sofia [Bijz. BUL]       | Mariehamn                     | Glenavon                        | Lusitanos                      |
| Stabæk                         | RoPS Rovaniemi                | Linfield Belfast                | La Fiorita                     |
| Odd                            | HJK Helsinki                  | Cliftonville                    | Folgore                        |
| Čukarički Belgrado             | Valur Reykjavík               | Trakai                          | Europa                         |
| Vojvodina                      | Breiðablik                    | Atlantas Klaipėda               | Pristina [Bijz. KOS]           |
| NK Domžale                     | KR Reykjavík                  | Sūduva Marijampolė              |                                |
| ND Gorica                      | Radnik Bijeljina              | Jelgava                         |                                |
| Qäbälä [Bijz. AZE]             | Sloboda Tuzla                 | Ventspils [Bijz. LET]           |                                |

| Legenda    | Legenda                                                                      |
| Aanduiding | Betekenis                                                                    |
| ---------- | ---------------------------------------------------------------------------- |
| (CL 3e)    | Ingestroomd na uitschakeling in de derde voorronde van de Champions League.  |
| (CL PO)    | Ingestroomd na uitschakeling in de play-offronde van de Champions League.    |
| (CL)       | Ingestroomd na 3e te zijn geworden in de groepsfase van de Champions League. |

Bijzonderheden
 - Albanië (ALB): Skënderbeu Korçë kwalificeerde zich als kampioen voor de Champions League, maar werd uitgesloten van deelname. Nummer twee Partizan Tirana nam hun plaats in de Champions League in, nummer vier Teuta Durrës vervolgens Partizani Tirana's plaats in de Europa League in de 1e kwalificatieronde en Teuta Durrës plaats in de 1e kwalificatieronde ging naar nummer vijf Tirana. Daarbij had Skënderbeu Korçë een zaak tegen uitsluiting aan gespannen bij CAS. De zaak kwam op 6 juli 2016 aan de orde. Het CAS besliste om de straf te handhaven, waardoor Partizani Tirana het ticket kreeg toegeschoven. Dit had eveneens als gevolg dat Slovan Bratislava, de tegenstander van Partizani Tirana in de eerste kwalificatieronde van de Europa League, zich automatisch plaatste voor de tweede kwalificatieronde van dit toernooi. Door deze uitspraak kon de Albanese bond geen club meer voor de Europa League inschrijven. De plek van nummer vijf KF Tirana werd hierdoor opgeheven.
 - Azerbaijan (AZE): Zirə FK kwalificeerde zich als nummer twee voor de Europa League, maar deze club bestaat nog geen drie jaar en mag niet meedoen aan de Europa League. Nummer drie Qäbälä nam hun plaats in de Europa League in. Nummer vier Inter Bakoe kreeg geen UEFA-licentie. Nummer vijf Kəpəz nam vervolgens Inter Bakoe's plaats in de 1e kwalificatieronde in en Kəpəz' plaats in de 1e kwalificatieronde ging naar nummer zes Neftçi Bakoe.
 - Bulgarije (BUL): CSKA Sofia kwalificeerde zich als bekerwinnaar voor de Europa League, maar werd uitgesloten van deelname. Nummer twee Levski Sofia nam hun plaats in de Europa League in, nummer drie Beroe Stara Zagora vervolgens Levski Sofia's plaats in de 1e kwalificatieronde en Beroe Stara Zagora's plaats in de 1e kwalificatieronde ging naar nummer vier Slavia Sofia.
 - Griekenland (GRI): Panionios kwalificeerde zich als nummer vijf voor de Europa League, maar kreeg geen UEFA-licentie. Nummer zes PAS Giannina nam hun plaats in de Europa League in.
 - Kosovo (KOS): Pristina kwalificeerde zich als bekerwinnaar voor de Europa League, maar kreeg geen UEFA-licentie. Dit gold overigens voor alle Kosovaarse clubs, waardoor geen enkele club Europees actief zal zijn dit seizoen
 - Letland (LET): Skonto Riga kwalificeerde zich als nummer twee voor de Europa League, maar kreeg geen UEFA-licentie. Nummer drie Ventspils nam hun plaats in de Europa League in. Nummer vijf Spartaks Jūrmala vervolgens Ventspils plaats in de 1e kwalificatieronde.
 - Malta (MAL): Sliema Wanderers kwalificeerde zich als bekerwinnaar voor de Europa League, maar kreeg geen UEFA-licentie. Nummer twee Hibernians nam hun plaats in de Europa League in, nummer drie Birkirkara vervolgens Hibernians plaats in de 1e kwalificatieronde en Birkirkara's plaats in de 1e kwalificatieronde ging naar nummer vier Balzan.
 - Roemenië (ROE): CFR Cluj kwalificeerde zich als bekerwinnaar voor de Europa League, maar kreeg geen UEFA-licentie. Net als nummer vier (Dinamo Boekarest) die ook geen UEFA-licentie kreeg. En ASA Târgu Mureș werd uitgesloten van deelname. Waardoor nummer drie (Pandurii Târgu Jiu) het ticket van de bekerwinnaar kreeg en nummer vijf (Viitorul Constanța) zich plaatste voor de 3e kwalificatieronde. En nummer zeven CSMS Iași voor de 2e kwalificatieronde.
 - Turkije (TUR): Galatasaray kwalificeerde zich als bekerwinnaar voor de Europa League, maar werd uitgesloten van deelname. Nummer drie Konyaspor nam hun plaats in de Europa League in, nummer vier Istanbul Başakşehir vervolgens Konyaspors plaats in de 3e kwalificatieronde en Başakşehirs plaats in de 2e kwalificatieronde ging naar nummer vijf Osmanlıspor.

## Kwalificatierondes
In de kwalificatierondes en de play-offronde zullen de teams, gebaseerd op hun UEFA-clubcoëfficiënten tot en met het seizoen 2015/16, ingedeeld worden in geplaatste en ongeplaatste teams. Via een loting zullen de geplaatste en ongeplaatste teams aan elkaar worden gekoppeld. Teams uit hetzelfde land kunnen niet tegen elkaar loten.

### Eerste kwalificatieronde
Aan de eerste kwalificatieronde deden 96 teams mee. De loting vond plaats op 20 juni 2016. De heenwedstrijden werden gespeeld op 28 en 30 juni, de terugwedstrijden op 5, 6 en 7 juli 2016.
| Team 1                      | Tot.             | Team 2                | 1e wedstr. | 2e wedstr.   |
| --------------------------- | ---------------- | --------------------- | ---------- | ------------ |
| FC Midtjylland              | 2 – 0            | Sūduva Marijampolė    | 1 – 0      | 1 – 0        |
| Heart of Midlothian         | 6 – 3 *          | Infonet               | 2 – 1      | 4 – 2        |
| Connah's Quay Nomads        | 1 – 0 *          | Stabæk IF             | 0 – 0      | 1 – 0        |
| Ventspils                   | 4 – 0            | Víkingur Gøta         | 2 – 0      | 2 – 0        |
| Linfield                    | 1 – 2            | Cork City             | 0 – 1      | 1 – 1        |
| Levadia Tallinn             | 3 – 1            | HB Tórshavn           | 1 – 1      | 2 – 0        |
| Atlantas Klaipėda           | 1 – 3            | HJK Helsinki          | 0 – 2      | 1 – 1        |
| IFK Göteborg                | 7 – 1            | Llandudno             | 5 – 0      | 2 – 1        |
| St. Patrick's Athletic      | (u) 2 – 2        | Jeunesse Esch         | 1 – 0      | 1 – 2        |
| KR Reykjavík                | 8 – 1            | Glenavon              | 2 – 1      | 6 – 0        |
| Shamrock Rovers             | 1 – 3            | RoPS                  | 0 – 2      | 1 – 1        |
| Valur Reykjavík             | 1 – 10           | Brøndby IF            | 1 – 4      | 0 – 6        |
| Aberdeen                    | 3 – 2            | Fola Esch             | 3 – 1      | 0 – 1        |
| Trakai                      | 3 – 5 *          | Nõmme Kalju           | 2 – 1      | 1 – 4        |
| Dinamo Minsk                | 4 – 1            | Spartaks Jūrmala      | 2 – 1      | 2 – 0        |
| Breiðablik                  | 4 – 5            | Jelgava               | 2 – 3      | 2 – 2        |
| NSÍ Runavík                 | 0 – 7            | Sjachtjor Salihorsk   | 0 – 2      | 0 – 5        |
| AIK Stockholm               | 4 – 0            | Bala Town             | 2 – 0      | 2 – 0        |
| Differdange 03              | 1 – 3            | Cliftonville          | 1 – 1      | 0 – 2        |
| Odd                         | 3 – 1            | IFK Mariehamn         | 2 – 0      | 1 – 1        |
| NK Domžale                  | 5 – 2            | Lusitanos             | 3 – 1      | 2 – 1        |
| Bokelj Kotor                | 1 – 6            | Vojvodina             | 1 – 1      | 0 – 5        |
| AEK Larnaca                 | 6 – 1            | Folgore/Falciano      | 3 – 0      | 3 – 1        |
| Dila Gori                   | 1 – 1 ns (1 – 4) | Shirak Gyumri         | 1 – 0      | 0 – 1 (n.v.) |
| Široki Brijeg               | 1 – 3            | Birkirkara            | 1 – 1      | 0 – 2        |
| Videoton                    | 3 – 2            | FC Zaria Bălți        | 3 – 0      | 0 – 2        |
| UE Santa Coloma             | 2 – 7            | Lokomotiva Zagreb     | 1 – 3      | 1 – 4        |
| Europa FC                   | 3 – 2 *          | Pjoenik Jerevan       | 2 – 0      | 1 – 2        |
| Čukarički Belgrado          | 6 – 3            | Ordabası              | 3 – 0      | 3 – 3        |
| Rabotnički Skopje           | 1 – 2            | Budućnost Podgorica   | 1 – 1      | 0 – 1        |
| Zimbru Chisinau             | (u) 3 – 3        | Tsjichoera Satsjchere | 0 – 1      | 3 – 2        |
| Sloboda Tuzla               | 0 – 1            | Beitar Jeruzalem      | 0 – 0      | 0 – 1        |
| KF Kukësi                   | 2 – 1            | Rudar Plevlja         | 1 – 1      | 1 – 0        |
| Balzan                      | 2 – 3 *          | Neftçi                | 0 – 2      | 2 – 1        |
| Admira Wacker               | 4 – 3            | Spartak Myjava        | 1 – 1      | 3 – 2        |
| Beroe Stara Zagora          | 2 – 0            | Radnik Bijeljina      | 0 – 0      | 2 – 0        |
| La Fiorita                  | 0 – 7            | Debreceni             | 0 – 5      | 0 – 2        |
| FC Vaduz                    | 5 – 2            | Sileks Kratovo        | 3 – 1      | 2 – 1        |
| Maccabi Tel Aviv            | 4 – 0            | ND Gorica             | 3 – 0      | 1 – 0        |
| Qäbälä                      | 6 – 3            | Samtredia             | 5 – 1      | 1 – 2        |
| Teuta Durrës                | 0 – 6            | Kairat                | 0 – 1      | 0 – 5        |
| Spartak Trnava              | 6 – 0            | Hibernians            | 3 – 0      | 3 – 0        |
| Banants Jerevan             | 1 – 5            | Omonia Nicosia        | 0 – 1      | 1 – 4 (n.v.) |
| Shkendija Tetovo            | 4 – 1            | Cracovia Kraków       | 2 – 0      | 2 – 1        |
| Slavia Sofia                | 1 – 3            | Zagłębie Lubin        | 1 – 0      | 0 – 3        |
| Aqtöbe                      | 1 – 3            | MTK Budapest          | 1 – 1      | 0 – 2        |
| Partizan Tirana [Bijz. ALB] | bye              | Slovan Bratislava     | 0 – 0      | bye          |
| Kəpəz                       | 1 – 0            | Dacia Chisinau        | 0 – 0      | 1 – 0        |

Bijz.: * De wedstrijden waren teruggedraaid na de oorspronkelijke loting.

### Tweede kwalificatieronde
Aan de tweede kwalificatieronde deden 66 teams mee, 48 winnaars van de eerste kwalificatieronde en 18 nieuwe teams. De loting vond plaats op 20 juni 2016. De heenwedstrijden werden gespeeld op 14 juli, de terugwedstrijden op 20 en 21 juli 2016.
| Team 1              | Tot.               | Team 2                 | 1e wedstr. | 2e wedstr.   |
| ------------------- | ------------------ | ---------------------- | ---------- | ------------ |
| Shirak Gyumri       | 1 – 3              | Spartak Trnava         | 1 – 1      | 0 – 2        |
| Dinamo Minsk        | 2 – 1              | St. Patrick's Athletic | 1 – 1      | 1 – 0        |
| Partizan Belgrado   | 0 – 0 ns (3 – 4)   | Zagłębie Lubin         | 0 – 0      | 0 – 0 (n.v.) |
| Vojvodina           | 3 – 1              | Connah's Quay Nomads   | 1 – 0      | 2 – 1        |
| Maccabi Haifa       | 2 – 2 * ns (3 – 5) | Nõmme Kalju            | 1 – 1      | 1 – 1 (n.v.) |
| Hibernian           | 1 – 1 ns (3 – 5)   | Brøndby IF             | 0 – 1      | 1 – 0 (n.v.) |
| Sjachtjor Salihorsk | 2 – 3              | NK Domžale             | 1 – 1      | 1 – 2        |
| Austria Wien        | 5 – 1              | KF Kukësi              | 1 – 0      | 4 – 1        |
| MTK Budapest        | 1 – 4              | Qäbälä                 | 1 – 2      | 0 – 2        |
| Beroe Stara Zagora  | 1 – 2              | HJK Helsinki           | 1 – 1      | 0 – 1        |
| RoPS                | 1 – 4              | Lokomotiva Zagreb      | 1 – 1      | 0 – 3        |
| Neftçi              | 0 – 1              | Shkendija Tetovo       | 0 – 0      | 0 – 1        |
| KR Reykjavík        | 4 – 5 *            | Grasshoppers           | 3 – 3      | 1 – 2        |
| FC Midtjylland      | 5 – 2              | FC Vaduz               | 3 – 0      | 2 – 2        |
| Zimbru Chisinau     | 2 – 7              | Osmanlıspor            | 2 – 2      | 0 – 5        |
| PAS Giannina        | 4 – 3              | Odd                    | 3 – 0      | 1 – 3 (n.v.) |
| Birkirkara          | 2 – 1              | Heart of Midlothian    | 0 – 0      | 2 – 1        |
| NK Maribor          | (u) 1 – 1          | Levski Sofia           | 0 – 0      | 1 – 1        |
| Piast Gliwice       | 0 – 3              | IFK Göteborg           | 0 – 3      | 0 – 0        |
| Slovan Bratislava   | 0 – 3              | Jelgava                | 0 – 0      | 0 – 3        |
| Beitar Jeruzalem    | (u) 3 – 3          | Omonia Nicosia         | 1 – 0      | 2 – 3        |
| Admira Wacker       | 3 – 0              | Kəpəz                  | 1 – 0      | 2 – 0        |
| Aberdeen            | 4 – 0              | Ventspils              | 3 – 0      | 1 – 0        |
| BK Häcken           | 1 – 2              | Cork City              | 1 – 1      | 0 – 1        |
| Kairat              | 2 – 3              | Maccabi Tel Aviv       | 1 – 1      | 1 – 2        |
| Debreceni           | 1 – 3              | Torpedo Zhodino        | 1 – 2      | 0 – 1        |
| CSMS Iași           | 3 – 4              | Hajduk Split           | 2 – 2      | 1 – 2        |
| Videoton            | 3 – 1              | Čukarički Belgrado     | 2 – 0      | 1 – 1        |
| Cliftonville        | 2 – 5              | AEK Larnaca            | 2 – 3      | 0 – 2        |
| AIK Stockholm       | 2 – 0              | Europa FC              | 1 – 0      | 1 – 0        |
| Levadia Tallinn     | 3 – 3 (u)          | Slavia Praag           | 3 – 1      | 0 – 2        |
| Racing Genk         | 2 – 2 ns (4 – 2)   | Budućnost Podgorica    | 2 – 0      | 0 – 2 (n.v.) |
| SønderjyskE         | 4 – 3              | Strømsgodset IF        | 2 – 1      | 2 – 2 (n.v.) |

Bijz.: * De wedstrijden zijn teruggedraaid na de oorspronkelijke loting.

### Derde kwalificatieronde
Aan de derde kwalificatieronde deden 58 teams mee, 33 winnaars uit de tweede kwalificatieronde en 25 nieuwe teams. De loting vond plaats op 15 juli 2016. De heenwedstrijden werden gespeeld op 28 juli, de terugwedstrijden op 3 en 4 augustus 2016.
| Team 1              | Tot.             | Team 2             | 1e wedstr. | 2e wedstr.   |
| ------------------- | ---------------- | ------------------ | ---------- | ------------ |
| Lokomotiva Zagreb   | 3 – 2            | Vorskla Poltava    | 0 – 0      | 3 – 2        |
| Saint-Étienne       | 1 – 0            | AEK Athene         | 0 – 0      | 1 – 0        |
| AEK Larnaca         | 2 – 1            | Spartak Moskou     | 1 – 1      | 1 – 0        |
| Pandurii Târgu Jiu  | 2 – 5            | Maccabi Tel Aviv   | 1 – 3      | 1 – 2        |
| Vojvodina           | 3 – 1            | Dinamo Minsk       | 1 – 1      | 2 – 0        |
| Zagłębie Lubin      | 2 – 3            | SønderjyskE        | 1 – 2      | 1 – 1        |
| Austria Wien        | 1 – 1 ns (5 – 4) | Spartak Trnava     | 0 – 1      | 1 – 0 (n.v.) |
| Hertha BSC          | 2 – 3            | Brøndby IF         | 1 – 0      | 1 – 3        |
| NK Domžale          | 2 – 4 *          | West Ham United    | 2 – 1      | 0 – 3        |
| FC Luzern           | 1 – 4            | Sassuolo           | 1 – 1      | 0 – 3        |
| Panathinaikos       | 3 – 0 *          | AIK Stockholm      | 1 – 0      | 2 – 0        |
| Istanbul Başakşehir | (u) 2 – 2        | Rijeka             | 0 – 0      | 2 – 2        |
| Videoton            | 1 – 2            | FC Midtjylland     | 0 – 1      | 1 – 1 (n.v.) |
| Slavia Praag        | (u) 1 – 1        | Rio Ave            | 0 – 0      | 1 – 1        |
| Osmanlıspor         | 3 – 0            | Nõmme Kalju        | 1 – 0      | 2 – 0        |
| Heracles Almelo     | 1 – 1 (u)        | Arouca             | 1 – 1      | 0 – 0        |
| IFK Göteborg        | 3 – 2            | HJK Helsinki       | 1 – 2      | 2 – 0        |
| Birkirkara          | 1 – 6            | FK Krasnodar       | 0 – 3      | 1 – 3        |
| Aberdeen            | 1 – 2            | NK Maribor         | 1 – 1      | 0 – 1        |
| Torpedo Zhodino     | 0 – 3            | Rapid Wien         | 0 – 0      | 0 – 3        |
| Admira Wacker       | 1 – 4            | Slovan Liberec     | 1 – 2      | 0 – 2        |
| AZ                  | 3 – 1            | PAS Giannina       | 1 – 0      | 2 – 1        |
| Lille               | 1 – 2            | Qäbälä             | 1 – 1      | 0 – 1        |
| Racing Genk         | 3 – 1            | Cork City          | 1 – 0      | 2 – 1        |
| KAA Gent            | 5 – 0            | Viitorul Constanța | 5 – 0      | 0 – 0        |
| Jelgava             | 1 – 4            | Beitar Jeruzalem   | 1 – 1      | 0 – 3        |
| Oleksandrija        | 1 – 6            | Hajduk Split       | 0 – 3      | 1 – 3        |
| Shkendija Tetovo    | 2 – 1            | FK Mladá Boleslav  | 2 – 0      | 0 – 1        |
| Grasshoppers        | 5 – 4            | Apollon Limasol    | 2 – 1      | 3 – 3 (n.v.) |

Bijz.: * De wedstrijden zijn teruggedraaid na de oorspronkelijke loting.

### Play-offronde
Aan de play-offronde deden 44 teams mee: 15 verliezende teams die instroomden vanuit de derde kwalificatieronde van de UEFA Champions League 2016/17 en de 29 winnaars van de derde kwalificatieronde. De loting vond plaats op 5 augustus 2016. De heenwedstrijden werden gespeeld op 17 en 18 augustus, de terugwedstrijden op 25 augustus 2016.
| Team 1              | Tot.             | Team 2             | 1e wedstr. | 2e wedstr.   |
| ------------------- | ---------------- | ------------------ | ---------- | ------------ |
| Astana              | 4 – 2            | BATE Borisov       | 2 – 0      | 2 – 2        |
| Arouca              | 1 – 3            | Olympiakos Piraeus | 0 – 1      | 1 – 2 (n.v.) |
| FC Midtjylland      | 0 – 3            | Osmanlıspor        | 0 – 1      | 0 – 2        |
| Trenčín             | 2 – 4            | Rapid Wien         | 0 – 4      | 2 – 0        |
| Lokomotiva Zagreb   | 2 – 4            | Racing Genk        | 2 – 2      | 0 – 2        |
| AEK Larnaca         | 0 – 4            | Slovan Liberec     | 0 – 1      | 0 – 3        |
| Dinamo Tbilisi      | 0 – 5            | PAOK Saloniki      | 0 – 3      | 0 – 2        |
| Austria Wien        | 4 – 2            | Rosenborg          | 2 – 1      | 2 – 1        |
| Beitar Jeruzalem    | 1 – 2            | Saint-Étienne      | 1 – 2      | 0 – 0        |
| Vojvodina           | 0 – 3            | AZ                 | 0 – 3      | 0 – 0        |
| Qäbälä              | 3 – 2 *          | NK Maribor         | 3 – 1      | 0 – 1        |
| Slavia Praag        | 0 – 6            | Anderlecht         | 0 – 3      | 0 – 3        |
| Astra Giurgiu       | 2 – 1            | West Ham United    | 1 – 1      | 1 – 0        |
| Fenerbahçe          | 5 – 0            | Grasshoppers       | 3 – 0      | 2 – 0        |
| Panathinaikos       | 4 – 1 *          | Brøndby IF         | 3 – 0      | 1 – 1        |
| FK Krasnodar        | 4 – 0            | Partizan Tirana    | 4 – 0      | 0 – 0        |
| KAA Gent            | 6 – 1            | Shkendija Tetovo   | 2 – 1      | 4 – 0        |
| Istanbul Başakşehir | 1 – 4            | Sjachtar Donetsk   | 1 – 2      | 0 – 2        |
| SønderjyskE         | 2 – 3            | Sparta Praag       | 0 – 0      | 2 – 3        |
| Sassuolo            | 4 – 1            | Rode Ster Belgrado | 3 – 0      | 1 – 1        |
| IFK Göteborg        | 1 – 3            | Qarabağ            | 1 – 0      | 0 – 3        |
| Maccabi Tel Aviv    | 3 – 3 ns (4 – 3) | Hajduk Split       | 2 – 1      | 1 – 2 (n.v.) |

Bijz.: * De wedstrijden zijn teruggedraaid na de oorspronkelijke loting.

## Hoofdtoernooi

### Groepsfase
De loting vond plaats op 26 augustus 2016. Een totaal van 48 teams werd verdeeld over 12 groepen van elk 4 teams, met de regel dat teams uit hetzelfde land niet in dezelfde groep konden komen. De 48 teams bestonden uit 16 rechtstreeks geplaatste teams, 22 winnaars van de play-off ronde en 10 verliezers van de play-off ronde van de UEFA Champions League 2016/17.
| Pot 1                 | Pot 1  |
| Team                  | Coeff. |
| --------------------- | ------ |
| Schalke 04            | 96.035 |
| Zenit Sint-Petersburg | 93.216 |
| Manchester United     | 82.256 |
| Sjachtar Donetsk      | 81.976 |
| Athletic Bilbao       | 75.142 |
| Olympiakos Piraeus    | 70.940 |
| Villarreal            | 60.142 |
| Ajax                  | 58.112 |
| Internazionale        | 58.087 |
| Fiorentina            | 57.087 |
| Anderlecht            | 54.000 |
| Viktoria Pilsen       | 44.585 |

| Pot 2             | Pot 2  |
| Team              | Coeff. |
| ----------------- | ------ |
| AZ                | 43.612 |
| SC Braga          | 43.116 |
| Red Bull Salzburg | 42.520 |
| AS Roma           | 41.587 |
| Fenerbahçe        | 40.920 |
| Sparta Praag      | 40.585 |
| PAOK Saloniki     | 37.440 |
| Steaua Boekarest  | 36.576 |
| Racing Genk       | 36.000 |
| APOEL Nicosia     | 35.935 |
| Standard Luik     | 27.500 |
| Saint-Étienne     | 26.049 |

| Pot 3            | Pot 3  |
| Team             | Coeff. |
| ---------------- | ------ |
| KAA Gent         | 25.000 |
| BSC Young Boys   | 24.755 |
| FK Krasnodar     | 24.216 |
| Rapid Wien       | 23.520 |
| Slovan Liberec   | 22.085 |
| Celta de Vigo    | 21.142 |
| Maccabi Tel Aviv | 20.225 |
| Feyenoord        | 19.112 |
| Austria Wien     | 19.020 |
| FSV Mainz 05     | 18.035 |
| FC Zürich        | 17.755 |
| Southampton      | 16.756 |

| Pot 4             | Pot 4  |
| Team              | Coeff. |
| ----------------- | ------ |
| Panathinaikos     | 14.940 |
| US Sassuolo       | 14.087 |
| FK Qarabağ        | 13.475 |
| Astana            | 12.575 |
| OGC Nice          | 12.049 |
| Zorja Loehansk    | 11.976 |
| Astra Giurgiu     | 11.076 |
| Konyaspor         | 6.920  |
| Osmanlıspor       | 6.920  |
| Qäbälä PFK        | 5.225  |
| Hapoel Beër Sjeva | 4.725  |
| Dundalk           | 2.590  |

| Legenda kleuren in de tabellen                                 |
| -------------------------------------------------------------- |
| Groepswinnaars en nummers twee gaan door naar de tweede ronde. |
| Uitgeschakeld                                                  |

#### Groep A
| Club              | Wed | Win | Gel | Ver | DV | DT | +/− | Pnt |
| ----------------- | --- | --- | --- | --- | -- | -- | --- | --- |
| Fenerbahçe        | 6   | 4   | 1   | 1   | 8  | 6  | +2  | 13  |
| Manchester United | 6   | 4   | 0   | 2   | 12 | 4  | +8  | 12  |
| Feyenoord         | 6   | 2   | 1   | 3   | 3  | 7  | –4  | 7   |
| Zorja Loehansk    | 6   | 0   | 2   | 4   | 2  | 8  | –6  | 2   |

|                             |             |         |                   |                                                                                      |
| 15 september 2016 19:00 uur | Feyenoord   | 1 – 0   | Manchester United | Stadion Feijenoord, Rotterdam Toeschouwers: 31.000 Scheidsrechter: Jesús Gil Manzano |
| 15 september 2016 19:00 uur | Vilhena 79' | verslag |                   | Stadion Feijenoord, Rotterdam Toeschouwers: 31.000 Scheidsrechter: Jesús Gil Manzano |

|                             |                 |         |            |                                                                                 |
| 15 september 2016 19:00 uur | Zorja Loehansk  | 1 – 1   | Fenerbahçe | Tsjornomoretsstadion, Odessa Toeschouwers: 16.000 Scheidsrechter: István Kovács |
| 15 september 2016 19:00 uur | Hrechyshkin 52' | verslag | 90+5' Kjær | Tsjornomoretsstadion, Odessa Toeschouwers: 16.000 Scheidsrechter: István Kovács |

|                             |             |         |           |                                                                                       |
| 29 september 2016 21:05 uur | Fenerbahçe  | 1 – 0   | Feyenoord | Şükrü Saracoğlustadion, Istanboel Toeschouwers: 16.500 Scheidsrechter: Jonas Eriksson |
| 29 september 2016 21:05 uur | Emenike 18' | verslag |           | Şükrü Saracoğlustadion, Istanboel Toeschouwers: 16.500 Scheidsrechter: Jonas Eriksson |

|                             |                   |         |                |                                                                              |
| 29 september 2016 21:05 uur | Manchester United | 1 – 0   | Zorja Loehansk | Old Trafford, Manchester Toeschouwers: 58.179 Scheidsrechter: Orel Grinfeeld |
| 29 september 2016 21:05 uur | Ibrahimović 69'   | verslag |                | Old Trafford, Manchester Toeschouwers: 58.179 Scheidsrechter: Orel Grinfeeld |

|                           |                                                        |         |                |                                                                              |
| 20 oktober 2016 21:05 uur | Manchester United                                      | 4 – 1   | Fenerbahçe     | Old Trafford, Manchester Toeschouwers: 73.063 Scheidsrechter: Benoît Bastien |
| 20 oktober 2016 21:05 uur | Pogba 31' (pen.), 45+2' Martial 34' (pen.) Lingard 48' | verslag | 83' Van Persie | Old Trafford, Manchester Toeschouwers: 73.063 Scheidsrechter: Benoît Bastien |

|                           |               |         |                |                                                                                     |
| 20 oktober 2016 21:05 uur | Feyenoord     | 1 – 0   | Zorja Loehansk | Stadion Feijenoord, Rotterdam Toeschouwers: 35.000 Scheidsrechter: Andris Treimanis |
| 20 oktober 2016 21:05 uur | Jørgensen 55' | verslag |                | Stadion Feijenoord, Rotterdam Toeschouwers: 35.000 Scheidsrechter: Andris Treimanis |

|                           |                 |         |                   |                                                                                      |
| 3 november 2016 19:00 uur | Fenerbahçe      | 2 – 1   | Manchester United | Şükrü Saracoğlustadion, Istanboel Toeschouwers: 35.378 Scheidsrechter: Milorad Mažić |
| 3 november 2016 19:00 uur | Sow 2' Lens 59' | verslag | 89' Rooney        | Şükrü Saracoğlustadion, Istanboel Toeschouwers: 35.378 Scheidsrechter: Milorad Mažić |

|                           |                |         |                                  |                                                                                |
| 3 november 2016 19:00 uur | Zorja Loehansk | 1 – 1   | Feyenoord                        | Tsjornomoretsstadion, Odessa Toeschouwers: 16.855 Scheidsrechter: Jakob Kehlet |
| 3 november 2016 19:00 uur | Forster 44'    | verslag | 15' Jørgensen 42', 43' Botteghin | Tsjornomoretsstadion, Odessa Toeschouwers: 16.855 Scheidsrechter: Jakob Kehlet |

|                            |                    |         |                  |                                                                                       |
| 24 november 2016 17:00 uur | Fenerbahçe         | 2 – 0   | Zorja Loehansk   | Şükrü Saracoğlustadion, Istanboel Toeschouwers: 16.145 Scheidsrechter: Harald Lechner |
| 24 november 2016 17:00 uur | Stoch 59' Kjær 67' | verslag | 75', 90+4' Sobol | Şükrü Saracoğlustadion, Istanboel Toeschouwers: 16.145 Scheidsrechter: Harald Lechner |

|                            |                                                    |         |           |                                                                            |
| 24 november 2016 21:05 uur | Manchester United                                  | 4 – 0   | Feyenoord | Old Trafford, Manchester Toeschouwers: 64.628 Scheidsrechter: Manuel Gräfe |
| 24 november 2016 21:05 uur | Rooney 35' Mata 69' Jones 75' (e.d.) Lingard 90+2' | verslag |           | Old Trafford, Manchester Toeschouwers: 64.628 Scheidsrechter: Manuel Gräfe |

|                           |           |         |            |                                                                                    |
| 8 december 2016 19:00 uur | Feyenoord | 0 – 1   | Fenerbahçe | Stadion Feijenoord, Rotterdam Toeschouwers: 32.000 Scheidsrechter: David Fernández |
| 8 december 2016 19:00 uur |           | verslag | 22' Sow    | Stadion Feijenoord, Rotterdam Toeschouwers: 32.000 Scheidsrechter: David Fernández |

|                           |                |         |                                |                                                                                |
| 8 december 2016 19:00 uur | Zorja Loehansk | 0 – 2   | Manchester United              | Tsjornomoretsstadion, Odessa Toeschouwers: 25.900 Scheidsrechter: Tamás Bognár |
| 8 december 2016 19:00 uur |                | verslag | 48' Mchitarjan 88' Ibrahimović | Tsjornomoretsstadion, Odessa Toeschouwers: 25.900 Scheidsrechter: Tamás Bognár |

#### Groep B
| Club               | Wed | Win | Gel | Ver | DV | DT | +/− | Pnt |
| ------------------ | --- | --- | --- | --- | -- | -- | --- | --- |
| APOEL Nicosia      | 6   | 4   | 0   | 2   | 8  | 6  | +2  | 12  |
| Olympiakos Piraeus | 6   | 2   | 2   | 2   | 7  | 6  | +1  | 8   |
| BSC Young Boys     | 6   | 2   | 2   | 2   | 7  | 4  | +3  | 8   |
| Astana             | 6   | 1   | 2   | 3   | 5  | 11 | –6  | 5   |

|                             |                |               |                    |                                                                          |
| 15 september 2016 19:00 uur | BSC Young Boys | 0 – 1         | Olympiakos Piraeus | Stade de Suisse, Bern Toeschouwers: 11.132 Scheidsrechter: Sergiej Bojko |
| 15 september 2016 19:00 uur |                | 42' Cambiasso |                    | Stade de Suisse, Bern Toeschouwers: 11.132 Scheidsrechter: Sergiej Bojko |

|                             |                             |       |                  |                                                                                  |
| 15 september 2016 19:00 uur | APOEL Nicosia               | 2 – 1 | Astana           | New GSP Stadium, Nicosia Toeschouwers: 12.008 Scheidsrechter: Aleksandar Stavrev |
| 15 september 2016 19:00 uur | Vinicius 75' De Camargo 87' |       | 45+1' Maksimović | New GSP Stadium, Nicosia Toeschouwers: 12.008 Scheidsrechter: Aleksandar Stavrev |

|                             |        |       |                |                                                                           |
| 29 september 2016 17:00 uur | Astana | 0 – 0 | BSC Young Boys | Astana Arena, Astana Toeschouwers: 21.328 Scheidsrechter: Simon Lee Evans |
| 29 september 2016 17:00 uur |        |       |                | Astana Arena, Astana Toeschouwers: 21.328 Scheidsrechter: Simon Lee Evans |

|                             |                    |              |               |                                                                                     |
| 29 september 2016 21:05 uur | Olympiakos Piraeus | 0 – 1        | APOEL Nicosia | Georgios Karaiskákisstadion, Piraeus Toeschouwers: 24.378 Scheidsrechter: Paweł Gil |
| 29 september 2016 21:05 uur |                    | 10' Sotiriou |               | Georgios Karaiskákisstadion, Piraeus Toeschouwers: 24.378 Scheidsrechter: Paweł Gil |

|                           |                                             |       |                              |                                                                                          |
| 20 oktober 2016 21:05 uur | Olympiakos Piraeus                          | 4 – 1 | Astana                       | Georgios Karaiskákisstadion, Piraeus Toeschouwers: 21.480 Scheidsrechter: Tobias Stieler |
| 20 oktober 2016 21:05 uur | Figueiras 25' Elyounoussi 33' Sebá 34', 65' |       | 54' Kabananga 45', 59' Cañas | Georgios Karaiskákisstadion, Piraeus Toeschouwers: 21.480 Scheidsrechter: Tobias Stieler |

|                           |                             |       |               |                                                                       |
| 20 oktober 2016 21:05 uur | BSC Young Boys              | 3 – 1 | APOEL Nicosia | Stade de Suisse, Bern Toeschouwers: 9.553 Scheidsrechter: Tobias Welz |
| 20 oktober 2016 21:05 uur | Hoarau 18', 52', 82' (pen.) |       | 14' Efrem     | Stade de Suisse, Bern Toeschouwers: 9.553 Scheidsrechter: Tobias Welz |

|                           |               |       |                    |                                                                          |
| 3 november 2016 17:00 uur | Astana        | 1 – 1 | Olympiakos Piraeus | Astana Arena, Astana Toeschouwers: 12.158 Scheidsrechter: Orel Grinfeeld |
| 3 november 2016 17:00 uur | Despotović 8' |       | 30' Sebá           | Astana Arena, Astana Toeschouwers: 12.158 Scheidsrechter: Orel Grinfeeld |

|                           |               |       |                |                                                                                    |
| 3 november 2016 19:00 uur | APOEL Nicosia | 1 – 0 | BSC Young Boys | New GSP Stadium, Nicosia Toeschouwers: 12.761 Scheidsrechter: Sébastien Delferière |
| 3 november 2016 19:00 uur | Sotiriou 69'  |       | 68' Mbabu      | New GSP Stadium, Nicosia Toeschouwers: 12.761 Scheidsrechter: Sébastien Delferière |

|                            |                           |       |                             |                                                                     |
| 24 november 2016 17:00 uur | Astana                    | 2 – 1 | APOEL Nicosia               | Astana Arena, Astana Toeschouwers: 9.143 Scheidsrechter: Kevin Blom |
| 24 november 2016 17:00 uur | Aničić 59' Despotović 84' |       | 31' Efrem 33' Astiz Ventura | Astana Arena, Astana Toeschouwers: 9.143 Scheidsrechter: Kevin Blom |

|                            |                    |       |                |                                                                                            |
| 24 november 2016 21:05 uur | Olympiakos Piraeus | 1 – 1 | BSC Young Boys | Georgios Karaiskákisstadion, Piraeus Toeschouwers: 24.131 Scheidsrechter: Miroslav Zelinka |
| 24 november 2016 21:05 uur | Fortounis 48'      |       | 58' Hoarau     | Georgios Karaiskákisstadion, Piraeus Toeschouwers: 24.131 Scheidsrechter: Miroslav Zelinka |

|                           |                                |       |        |                                                                          |
| 8 december 2016 19:00 uur | BSC Young Boys                 | 3 – 0 | Astana | Stade de Suisse, Bern Toeschouwers: 7.616 Scheidsrechter: Clayton Pisani |
| 8 december 2016 19:00 uur | Frey 63' Hoarau 66' Schick 71' |       |        | Stade de Suisse, Bern Toeschouwers: 7.616 Scheidsrechter: Clayton Pisani |

|                           |                                    |       |                    |                                                                                       |
| 8 december 2016 19:00 uur | APOEL Nicosia                      | 2 – 0 | Olympiakos Piraeus | New GSP Stadium, Nicosia Toeschouwers: 14.779 Scheidsrechter: Carlos del Cerro Grande |
| 8 december 2016 19:00 uur | Da Costa 19' (e.d.) De Camargo 83' |       |                    | New GSP Stadium, Nicosia Toeschouwers: 14.779 Scheidsrechter: Carlos del Cerro Grande |

#### Groep C
| Club          | Wed | Win | Gel | Ver | DV | DT | +/− | Pnt |
| ------------- | --- | --- | --- | --- | -- | -- | --- | --- |
| Saint-Étienne | 6   | 3   | 3   | 0   | 8  | 5  | +3  | 12  |
| Anderlecht    | 6   | 3   | 2   | 1   | 16 | 8  | +8  | 11  |
| FSV Mainz 05  | 6   | 2   | 3   | 1   | 8  | 10 | –2  | 9   |
| Qäbälä        | 6   | 0   | 0   | 6   | 5  | 14 | –9  | 0   |

|                             |             |       |               |                                                                          |
| 15 september 2016 19:00 uur | Mainz 05    | 1 – 1 | Saint-Étienne | Opel Arena, Mainz Toeschouwers: 20.275 Scheidsrechter: Svein Oddvar Moen |
| 15 september 2016 19:00 uur | Bungert 57' |       | 88' Berić     | Opel Arena, Mainz Toeschouwers: 20.275 Scheidsrechter: Svein Oddvar Moen |

|                             |                                            |       |          |                                                                                           |
| 15 september 2016 19:00 uur | Anderlecht                                 | 3 – 1 | Qäbälä   | Constant Vanden Stockstadion, Brussel Toeschouwers: 11.638 Scheidsrechter: Harald Lechner |
| 15 september 2016 19:00 uur | Teodorczyk 14' Rafael 41' (e.d.) Capel 77' |       | 20' Dabo | Constant Vanden Stockstadion, Brussel Toeschouwers: 11.638 Scheidsrechter: Harald Lechner |

|                             |                                |       |                                   |                                                                            |
| 29 september 2016 17:00 uur | Qäbälä                         | 2 – 3 | Mainz 05                          | Bakcell Arena, Bakoe Toeschouwers: 6.500 Scheidsrechter: Gediminas Mažeika |
| 29 september 2016 17:00 uur | Qurbanov 57' (pen.) Zenjov 62' |       | 41' Muto 68' Córdoba 78' Öztunalı | Bakcell Arena, Bakoe Toeschouwers: 6.500 Scheidsrechter: Gediminas Mažeika |

|                             |               |       |                      |                                                                                                  |
| 29 september 2016 21:05 uur | Saint-Étienne | 1 – 1 | Anderlecht           | Stade Geoffroy-Guichard, Saint-Étienne Toeschouwers: 23.258 Scheidsrechter: Vladislav Bezborodov |
| 29 september 2016 21:05 uur | Roux 90+4'    |       | 62' (pen.) Tielemans | Stade Geoffroy-Guichard, Saint-Étienne Toeschouwers: 23.258 Scheidsrechter: Vladislav Bezborodov |

|                           |                       |       |        |                                                                                           |
| 20 oktober 2016 19:00 uur | Saint-Étienne         | 1 – 0 | Qäbälä | Stade Geoffroy-Guichard, Saint-Étienne Toeschouwers: 22.855 Scheidsrechter: Ali Palabıyık |
| 20 oktober 2016 19:00 uur | Ricardinho 70' (e.d.) |       |        | Stade Geoffroy-Guichard, Saint-Étienne Toeschouwers: 22.855 Scheidsrechter: Ali Palabıyık |

|                           |                  |       |                |                                                                          |
| 20 oktober 2016 19:00 uur | Mainz 05         | 1 – 1 | Anderlecht     | Opel Arena, Mainz Toeschouwers: 21.317 Scheidsrechter: Jesús Gil Manzano |
| 20 oktober 2016 19:00 uur | Mallı 10' (pen.) |       | 65' Teodorczyk | Opel Arena, Mainz Toeschouwers: 21.317 Scheidsrechter: Jesús Gil Manzano |

|                           |              |       |                         |                                                                                  |
| 3 november 2016 19:00 uur | Qäbälä       | 1 – 2 | Saint-Étienne           | Bakcell Arena, Bakoe Toeschouwers: 5.600 Scheidsrechter: Carlos del Cerro Grande |
| 3 november 2016 19:00 uur | Qurbanov 39' |       | 45+1' Tannane 53' Berić | Bakcell Arena, Bakoe Toeschouwers: 5.600 Scheidsrechter: Carlos del Cerro Grande |

|                           |                                                                        |       |               |                                                                                           |
| 3 november 2016 21:05 uur | Anderlecht                                                             | 6 – 1 | Mainz 05      | Constant Vanden Stockstadion, Brussel Toeschouwers: 13.275 Scheidsrechter: Andreas Ekberg |
| 3 november 2016 21:05 uur | Stanciu 9', 41' Tielemans 62' Teodorczyk 89', 90+4' (pen.) Bruno 90+2' |       | 15' De Blasis | Constant Vanden Stockstadion, Brussel Toeschouwers: 13.275 Scheidsrechter: Andreas Ekberg |

|                            |                                        |       |                                          |                                                                           |
| 24 november 2016 17:00 uur | Qäbälä                                 | 1 – 3 | Anderlecht                               | Bakcell Arena, Bakoe Toeschouwers: 4.500 Scheidsrechter: Jevhen Aranovsky |
| 24 november 2016 17:00 uur | Ricardinho 15' (pen.) Eyyubov 64', 90' |       | 11' Tielemans 90' Bruno 90+4' Teodorczyk | Bakcell Arena, Bakoe Toeschouwers: 4.500 Scheidsrechter: Jevhen Aranovsky |

|                            |               |       |          |                                                                                         |
| 24 november 2016 21:05 uur | Saint-Étienne | 0 – 0 | Mainz 05 | Stade Geoffroy-Guichard, Saint-Étienne Toeschouwers: 21.750 Scheidsrechter: Bas Nijhuis |
| 24 november 2016 21:05 uur |               |       |          | Stade Geoffroy-Guichard, Saint-Étienne Toeschouwers: 21.750 Scheidsrechter: Bas Nijhuis |

|                           |                        |       |        |                                                                        |
| 8 december 2016 19:00 uur | Mainz 05               | 2 – 0 | Qäbälä | Opel Arena, Mainz Toeschouwers: 12.860 Scheidsrechter: Simon Lee Evans |
| 8 december 2016 19:00 uur | Hack 30' De Blasis 40' |       |        | Opel Arena, Mainz Toeschouwers: 12.860 Scheidsrechter: Simon Lee Evans |

|                           |                         |       |                                      |                                                                                          |
| 8 december 2016 19:00 uur | Anderlecht              | 2 – 3 | Saint-Étienne                        | Constant Vanden Stockstadion, Brussel Toeschouwers: 13.583 Scheidsrechter: István Kovács |
| 8 december 2016 19:00 uur | Chipciu 21' Stanciu 31' |       | 62', 67' Søderlund 74' Monnet-Paquet | Constant Vanden Stockstadion, Brussel Toeschouwers: 13.583 Scheidsrechter: István Kovács |

#### Groep D
| Club                  | Wed | Win | Gel | Ver | DV | DT | +/− | Pnt |
| --------------------- | --- | --- | --- | --- | -- | -- | --- | --- |
| Zenit Sint-Petersburg | 6   | 5   | 0   | 1   | 17 | 8  | +9  | 15  |
| AZ                    | 6   | 2   | 2   | 2   | 6  | 10 | −4  | 8   |
| Maccabi Tel Aviv      | 6   | 2   | 1   | 3   | 7  | 9  | −2  | 7   |
| Dundalk               | 6   | 1   | 1   | 4   | 5  | 8  | −3  | 4   |

|                             |             |       |                                  |                                                                           |
| 15 september 2016 19:00 uur | AZ          | 1 – 1 | Dundalk                          | AFAS Stadion, Alkmaar Toeschouwers: 10.003 Scheidsrechter: Clayton Pisani |
| 15 september 2016 19:00 uur | Wuytens 61' |       | 89' Kilduff 45+1', 72' O'Donnell | AFAS Stadion, Alkmaar Toeschouwers: 10.003 Scheidsrechter: Clayton Pisani |

|                             |                                                   |       |                                                      |                                                                            |
| 15 september 2016 19:00 uur | Maccabi Tel Aviv                                  | 3 – 4 | Zenit Sint-Petersburg                                | Netanjastadion, Netanja Toeschouwers: 10.855 Scheidsrechter: Ivan Kružliak |
| 15 september 2016 19:00 uur | Međunjanin 26', 70' Kjartansson 50' Dasa 80', 82' |       | 77' Kokorin 84' Maurício 86' Giuliano 90+2' Đorđević | Netanjastadion, Netanja Toeschouwers: 10.855 Scheidsrechter: Ivan Kružliak |

|                             |                                                              |       |    |                                                                                |
| 29 september 2016 21:05 uur | Zenit Sint-Petersburg                                        | 5 – 0 | AZ | Petrovski, Sint-Petersburg Toeschouwers: 15.275 Scheidsrechter: Xavier Estrada |
| 29 september 2016 21:05 uur | Kokorin 26', 59' Giuliano 48' Criscito 66' (pen.) Sjatov 80' |       |    | Petrovski, Sint-Petersburg Toeschouwers: 15.275 Scheidsrechter: Xavier Estrada |

|                             |             |       |                  |                                                                               |
| 29 september 2016 21:05 uur | Dundalk     | 1 – 0 | Maccabi Tel Aviv | Tallaght Stadium, Dublin Toeschouwers: 5.543 Scheidsrechter: Andris Treimanis |
| 29 september 2016 21:05 uur | Kilduff 72' |       |                  | Tallaght Stadium, Dublin Toeschouwers: 5.543 Scheidsrechter: Andris Treimanis |

|                           |            |       |                       |                                                                               |
| 20 oktober 2016 21:05 uur | Dundalk    | 1 – 2 | Zenit Sint-Petersburg | Tallaght Stadium, Dublin Toeschouwers: 5.500 Scheidsrechter: Miroslav Zelinka |
| 20 oktober 2016 21:05 uur | Benson 52' |       | 71' Mak 77' Giuliano  | Tallaght Stadium, Dublin Toeschouwers: 5.500 Scheidsrechter: Miroslav Zelinka |

|                           |            |       |                         |                                                                          |
| 20 oktober 2016 21:05 uur | AZ         | 1 – 2 | Maccabi Tel Aviv        | AFAS Stadion, Alkmaar Toeschouwers: 12.016 Scheidsrechter: István Kovács |
| 20 oktober 2016 21:05 uur | Mühren 72' |       | 24' Scarione 82' Golasa | AFAS Stadion, Alkmaar Toeschouwers: 12.016 Scheidsrechter: István Kovács |

|                           |                       |       |            |                                                                            |
| 3 november 2016 19:00 uur | Zenit Sint-Petersburg | 2 – 1 | Dundalk    | Petrovski, Sint-Petersburg Toeschouwers: 17.723 Scheidsrechter: Luca Banti |
| 3 november 2016 19:00 uur | Giuliano 42', 78'     |       | 52' Horgan | Petrovski, Sint-Petersburg Toeschouwers: 17.723 Scheidsrechter: Luca Banti |

|                           |                  |       |    |                                                                           |
| 3 november 2016 19:00 uur | Maccabi Tel Aviv | 0 – 0 | AZ | Netanjastadion, Netanja Toeschouwers: 11.356 Scheidsrechter: Davide Massa |
| 3 november 2016 19:00 uur |                  |       |    | Netanjastadion, Netanja Toeschouwers: 11.356 Scheidsrechter: Davide Massa |

|                            |                                |       |                  |                                                                                    |
| 24 november 2016 17:00 uur | Zenit Sint-Petersburg          | 2 – 0 | Maccabi Tel Aviv | Petrovski, Sint-Petersburg Toeschouwers: 15.843 Scheidsrechter: Aleksandar Stavrev |
| 24 november 2016 17:00 uur | Kokorin 44' A. Kerzjakov 90+1' |       |                  | Petrovski, Sint-Petersburg Toeschouwers: 15.843 Scheidsrechter: Aleksandar Stavrev |

|                            |         |             |    |                                                                         |
| 24 november 2016 21:05 uur | Dundalk | 0 – 1       | AZ | Tallaght Stadium, Dublin Toeschouwers: 5.500 Scheidsrechter: István Vad |
| 24 november 2016 21:05 uur |         | 9' Weghorst |    | Tallaght Stadium, Dublin Toeschouwers: 5.500 Scheidsrechter: István Vad |

|                           |                                   |       |                                 |                                                                              |
| 8 december 2016 19:00 uur | AZ                                | 3 – 2 | Zenit Sint-Petersburg           | AFAS Stadion, Alkmaar Toeschouwers: 13.713 Scheidsrechter: Svein Oddvar Moen |
| 8 december 2016 19:00 uur | Rienstra 7' Haps 43' Tanković 68' |       | 58' Giuliano 80' (e.d.) Wuytens | AFAS Stadion, Alkmaar Toeschouwers: 13.713 Scheidsrechter: Svein Oddvar Moen |

|                           |                                 |       |                 |                                                                                  |
| 8 december 2016 19:00 uur | Maccabi Tel Aviv                | 2 – 1 | Dundalk         | Netanjastadion, Netanja Toeschouwers: 9.891 Scheidsrechter: Robert Schörgenhofer |
| 8 december 2016 19:00 uur | Ben-Haim II 21' (pen.) Miha 38' |       | 27' (e.d.) Dasa | Netanjastadion, Netanja Toeschouwers: 9.891 Scheidsrechter: Robert Schörgenhofer |

#### Groep E
| Club            | Wed | Win | Gel | Ver | DV | DT | +/− | Pnt |
| --------------- | --- | --- | --- | --- | -- | -- | --- | --- |
| AS Roma         | 6   | 3   | 3   | 0   | 16 | 7  | +9  | 12  |
| Astra Giurgiu   | 6   | 2   | 2   | 2   | 7  | 10 | −3  | 8   |
| Viktoria Pilsen | 6   | 1   | 3   | 2   | 7  | 10 | −3  | 6   |
| Austria Wien    | 6   | 1   | 2   | 3   | 11 | 14 | −3  | 5   |

|                             |                 |       |                   |                                                                               |
| 15 september 2016 19:00 uur | Viktoria Pilsen | 1 – 1 | AS Roma           | Stadion města Plzně, Pilsen Toeschouwers: 10.326 Scheidsrechter: Ruddy Buquet |
| 15 september 2016 19:00 uur | Bakoš 11'       |       | 4' (pen.) Perotti | Stadion města Plzně, Pilsen Toeschouwers: 10.326 Scheidsrechter: Ruddy Buquet |

|                             |                         |       |                                                                     |                                                                               |
| 15 september 2016 19:00 uur | Astra Giurgiu           | 2 – 3 | Austria Wien                                                        | Arena Națională, Boekarest Toeschouwers: 3.300 Scheidsrechter: Andreas Ekberg |
| 15 september 2016 19:00 uur | Alibec 18' Săpunaru 74' |       | 16' (pen.) Holzhauser 33' Friesenbichler 58' Grünwald 81' Rotpuller | Arena Națională, Boekarest Toeschouwers: 3.300 Scheidsrechter: Andreas Ekberg |

|                             |              |       |                 |                                                                             |
| 29 september 2016 21:05 uur | Austria Wien | 0 – 0 | Viktoria Pilsen | Ernst Happelstadion, Wenen Toeschouwers: 16.509 Scheidsrechter: John Beaton |
| 29 september 2016 21:05 uur |              |       |                 | Ernst Happelstadion, Wenen Toeschouwers: 16.509 Scheidsrechter: John Beaton |

|                             |                                                       |       |               |                                                                          |
| 29 september 2016 21:05 uur | AS Roma                                               | 4 – 0 | Astra Giurgiu | Stadio Olimpico, Rome Toeschouwers: 13.509 Scheidsrechter: Aliyar Ağayev |
| 29 september 2016 21:05 uur | Strootman 15' Fazio 45' Fabrício 47' (e.d.) Salah 55' |       |               | Stadio Olimpico, Rome Toeschouwers: 13.509 Scheidsrechter: Aliyar Ağayev |

|                           |                                   |       |                                      |                                                                                 |
| 20 oktober 2016 21:05 uur | AS Roma                           | 3 – 3 | Austria Wien                         | Stadio Olimpico, Rome Toeschouwers: 16.478 Scheidsrechter: Vladislav Bezborodov |
| 20 oktober 2016 21:05 uur | El Shaarawy 19', 34' Florenzi 69' |       | 16' Holzhauser 82' Prokop 84' Kayode | Stadio Olimpico, Rome Toeschouwers: 16.478 Scheidsrechter: Vladislav Bezborodov |

|                           |                 |       |                              |                                                                                |
| 20 oktober 2016 21:05 uur | Viktoria Pilsen | 1 – 2 | Astra Giurgiu                | Stadion města Plzně, Pilsen Toeschouwers: 9.440 Scheidsrechter: Aleksej Jeskov |
| 20 oktober 2016 21:05 uur | Hořava 86'      |       | 41' Alibec 64' (e.d.) Hořava | Stadion města Plzně, Pilsen Toeschouwers: 9.440 Scheidsrechter: Aleksej Jeskov |

|                           |                        |       |                                           |                                                                                |
| 3 november 2016 19:00 uur | Austria Wien           | 2 – 4 | AS Roma                                   | Ernst Happelstadion, Wenen Toeschouwers: 32.751 Scheidsrechter: Xavier Estrada |
| 3 november 2016 19:00 uur | Kayode 2' Grünwald 89' |       | 5', 65' Džeko 15' De Rossi 78' Nainggolan | Ernst Happelstadion, Wenen Toeschouwers: 32.751 Scheidsrechter: Xavier Estrada |

|                           |               |       |                 |                                                                           |
| 3 november 2016 19:00 uur | Astra Giurgiu | 1 – 1 | Viktoria Pilsen | Arena Națională, Boekarest Toeschouwers: 1.450 Scheidsrechter: Alon Yefet |
| 3 november 2016 19:00 uur | Stan 19'      |       | 25' Krmenčík    | Arena Națională, Boekarest Toeschouwers: 1.450 Scheidsrechter: Alon Yefet |

|                            |                                       |       |                 |                                                                           |
| 24 november 2016 21:05 uur | AS Roma                               | 4 – 1 | Viktoria Pilsen | Stadio Olimpico, Rome Toeschouwers: 13.789 Scheidsrechter: Tobias Stieler |
| 24 november 2016 21:05 uur | Džeko 10', 61', 88' Matějů 82' (e.d.) |       | 18' Zeman       | Stadio Olimpico, Rome Toeschouwers: 13.789 Scheidsrechter: Tobias Stieler |

|                            |                                 |       |                               |                                                                                  |
| 24 november 2016 21:05 uur | Austria Wien                    | 1 – 2 | Astra Giurgiu                 | Ernst Happelstadion, Wenen Toeschouwers: 14.127 Scheidsrechter: Paweł Raczkowski |
| 24 november 2016 21:05 uur | Rotpuller 57' Grünwald 62', 66' |       | 79' Florea 88' (pen.) Budescu | Ernst Happelstadion, Wenen Toeschouwers: 14.127 Scheidsrechter: Paweł Raczkowski |

|                           |                                     |       |                                     |                                                                               |
| 8 december 2016 19:00 uur | Viktoria Pilsen                     | 3 – 2 | Austria Wien                        | Stadion města Plzně, Pilsen Toeschouwers: 9.117 Scheidsrechter: Sergiej Bojko |
| 8 december 2016 19:00 uur | Hořava 43' Ďuriš 72', 84' Hejda 19' |       | 19' (pen.) Holzhauser 40' Rotpuller | Stadion města Plzně, Pilsen Toeschouwers: 9.117 Scheidsrechter: Sergiej Bojko |

|                           |               |       |         |                                                                              |
| 8 december 2016 19:00 uur | Astra Giurgiu | 0 – 0 | AS Roma | Arena Națională, Boekarest Toeschouwers: 7.100 Scheidsrechter: Hüseyin Göçek |
| 8 december 2016 19:00 uur |               |       |         | Arena Națională, Boekarest Toeschouwers: 7.100 Scheidsrechter: Hüseyin Göçek |

#### Groep F
| Club            | Wed | Win | Gel | Ver | DV | DT | +/− | Pnt |
| --------------- | --- | --- | --- | --- | -- | -- | --- | --- |
| Racing Genk     | 6   | 4   | 0   | 2   | 13 | 9  | +4  | 12  |
| Athletic Bilbao | 6   | 3   | 1   | 2   | 10 | 11 | −1  | 10  |
| Rapid Wien      | 6   | 1   | 3   | 2   | 7  | 8  | −1  | 6   |
| Sassuolo        | 6   | 1   | 2   | 3   | 9  | 11 | −2  | 5   |

|                             |                                            |       |                        |                                                                               |
| 15 september 2016 19:00 uur | Rapid Wien                                 | 3 – 2 | Racing Genk            | Gerhard Hanappistadion, Wenen Toeschouwers: 21.800 Scheidsrechter: Kevin Blom |
| 15 september 2016 19:00 uur | Schwab 51' Joelinton 59' Colley 60' (e.d.) |       | 29', 90' (pen.) Bailey | Gerhard Hanappistadion, Wenen Toeschouwers: 21.800 Scheidsrechter: Kevin Blom |

|                             |                                    |       |                 | |
| 15 september 2016 19:00 uur | Sassuolo                           | 3 – 0 | Athletic Bilbao | MAPEI Stadium - Città del Tricolore, Reggio Emilia Toeschouwers: 7.032 Scheidsrechter: Paweł Raczkowski |
| 15 september 2016 19:00 uur | Lirola 60' Defrel 75' Politano 82' |       |                 | MAPEI Stadium - Città del Tricolore, Reggio Emilia Toeschouwers: 7.032 Scheidsrechter: Paweł Raczkowski |

|                             |                 |       |            |                                                                     |
| 29 september 2016 21:05 uur | Athletic Bilbao | 1 – 0 | Rapid Wien | San Mamés, Bilbao Toeschouwers: 34.039 Scheidsrechter: Tony Chapron |
| 29 september 2016 21:05 uur | Etxebarria 59'  |       |            | San Mamés, Bilbao Toeschouwers: 34.039 Scheidsrechter: Tony Chapron |

|                             |                                  |       |              |                                                                     |
| 29 september 2016 21:05 uur | Racing Genk                      | 3 – 1 | Sassuolo     | Luminus Arena, Genk Toeschouwers: 9.130 Scheidsrechter: Liran Liany |
| 29 september 2016 21:05 uur | Karelis 8' Bailey 25' Buffel 61' |       | 65' Politano | Luminus Arena, Genk Toeschouwers: 9.130 Scheidsrechter: Liran Liany |

|                           |                      |       |                 |                                                                            |
| 20 oktober 2016 21:05 uur | Racing Genk          | 2 – 0 | Athletic Bilbao | Luminus Arena, Genk Toeschouwers: 9.530 Scheidsrechter: Stefan Johannesson |
| 20 oktober 2016 21:05 uur | Brabec 40' Ndidi 83' |       |                 | Luminus Arena, Genk Toeschouwers: 9.530 Scheidsrechter: Stefan Johannesson |

|                           |            |       |                      |                                                                                |
| 20 oktober 2016 21:05 uur | Rapid Wien | 1 – 1 | Sassuolo             | Gerhard Hanappistadion, Wenen Toeschouwers: 22.200 Scheidsrechter: Hugo Miguel |
| 20 oktober 2016 21:05 uur | Schaub 7'  |       | 66' (e.d.) Schrammel | Gerhard Hanappistadion, Wenen Toeschouwers: 22.200 Scheidsrechter: Hugo Miguel |

|                           |                                                      |       |                                |                                                                        |
| 3 november 2016 19:00 uur | Athletic Bilbao                                      | 5 – 3 | Racing Genk                    | San Mamés, Bilbao Toeschouwers: 33.417 Scheidsrechter: Martin Atkinson |
| 3 november 2016 19:00 uur | Aduriz 8', 24' (pen.), 44' (pen.), 74', 90+4' (pen.) |       | 28' Bailey 51' Ndidi 80' Sušić | San Mamés, Bilbao Toeschouwers: 33.417 Scheidsrechter: Martin Atkinson |

|                           |                             |       |                         | |
| 3 november 2016 19:00 uur | Sassuolo                    | 2 – 2 | Rapid Wien              | MAPEI Stadium - Città del Tricolore, Reggio Emilia Toeschouwers: 7.838 Scheidsrechter: Craig Pawson |
| 3 november 2016 19:00 uur | Defrel 34' Pellegrini 45+2' |       | 86' Jelić 90' Kvilitaia | MAPEI Stadium - Città del Tricolore, Reggio Emilia Toeschouwers: 7.838 Scheidsrechter: Craig Pawson |

|                            |             |       |            |                                                                       |
| 24 november 2016 21:05 uur | Racing Genk | 1 – 0 | Rapid Wien | Luminus Arena, Genk Toeschouwers: 9.406 Scheidsrechter: Ivan Kružliak |
| 24 november 2016 21:05 uur | Karelis 11' |       |            | Luminus Arena, Genk Toeschouwers: 9.406 Scheidsrechter: Ivan Kružliak |

|                            |                                 |       |                                 |                                                                      |
| 24 november 2016 21:05 uur | Athletic Bilbao                 | 3 – 2 | Sassuolo                        | San Mamés, Bilbao Toeschouwers: 37.806 Scheidsrechter: Viktor Kassai |
| 24 november 2016 21:05 uur | García 10' Aduriz 58' Lekue 79' |       | 2' (e.d.) Balenziaga 83' Ragusa | San Mamés, Bilbao Toeschouwers: 37.806 Scheidsrechter: Viktor Kassai |

|                           |               |       |                 |                                                                                     |
| 8 december 2016 19:00 uur | Rapid Wien    | 1 – 1 | Athletic Bilbao | Gerhard Hanappistadion, Wenen Toeschouwers: 21.500 Scheidsrechter: Serdar Gözübüyük |
| 8 december 2016 19:00 uur | Joelinton 72' |       | 84' Saborit     | Gerhard Hanappistadion, Wenen Toeschouwers: 21.500 Scheidsrechter: Serdar Gözübüyük |

|                           |          |                         |             |                                                                                   |
| 9 december 2016 12:30 uur | Sassuolo | 0 – 2                   | Racing Genk | MAPEI Stadium - Città del Tricolore, Reggio Emilia Scheidsrechter: Orel Grinfeeld |
| 9 december 2016 12:30 uur |          | 58' Heynen 80' Trossard |             | MAPEI Stadium - Città del Tricolore, Reggio Emilia Scheidsrechter: Orel Grinfeeld |

#### Groep G
| Club          | Wed | Win | Gel | Ver | DV | DT | +/− | Pnt |
| ------------- | --- | --- | --- | --- | -- | -- | --- | --- |
| Ajax          | 6   | 4   | 2   | 0   | 11 | 6  | +5  | 14  |
| Celta de Vigo | 6   | 2   | 3   | 1   | 10 | 7  | +3  | 9   |
| Standard Luik | 6   | 1   | 4   | 1   | 8  | 6  | +2  | 7   |
| Panathinaikos | 6   | 0   | 1   | 5   | 3  | 13 | −10 | 1   |

|                             |               |       |               |                                                                                 |
| 15 september 2016 21:05 uur | Standard Luik | 1 – 1 | Celta de Vigo | Stade Maurice Dufrasne, Luik Toeschouwers: 10.723 Scheidsrechter: Hüseyin Göçek |
| 15 september 2016 21:05 uur | Dossevi 3'    |       | 13' Rossi     | Stade Maurice Dufrasne, Luik Toeschouwers: 10.723 Scheidsrechter: Hüseyin Göçek |

|                             |                                           |       |                                          |                                                                                         |
| 15 september 2016 21:05 uur | Panathinaikos                             | 1 – 2 | Ajax                                     | Apostolos Nikolaidisstadion, Athene Toeschouwers: 13.019 Scheidsrechter: Andre Marriner |
| 15 september 2016 21:05 uur | Berg 5' Ivanov 60', 70' Wakaso 63', 90+3' |       | 33' Traoré 67' Riedewald 56', 80' Ziyech | Apostolos Nikolaidisstadion, Athene Toeschouwers: 13.019 Scheidsrechter: Andre Marriner |

|                             |             |       |               |                                                                                 |
| 29 september 2016 19:00 uur | Ajax        | 1 – 0 | Standard Luik | Amsterdam ArenA, Amsterdam Toeschouwers: 31.352 Scheidsrechter: Paolo Mazzoleni |
| 29 september 2016 19:00 uur | Dolberg 28' |       |               | Amsterdam ArenA, Amsterdam Toeschouwers: 31.352 Scheidsrechter: Paolo Mazzoleni |

|                             |                       |       |               |                                                                        |
| 29 september 2016 19:00 uur | Celta de Vigo         | 2 – 0 | Panathinaikos | Estadio Balaídos, Vigo Toeschouwers: 15.726 Scheidsrechter: Luca Banti |
| 29 september 2016 19:00 uur | Guidetti 84' Wass 89' |       |               | Estadio Balaídos, Vigo Toeschouwers: 15.726 Scheidsrechter: Luca Banti |

|                           |                         |       |                       |                                                                           |
| 20 oktober 2016 19:00 uur | Celta de Vigo           | 2 – 2 | Ajax                  | Estadio Balaídos, Vigo Toeschouwers: 18.397 Scheidsrechter: Ivan Kružliak |
| 20 oktober 2016 19:00 uur | Fontàs 29' Orellana 82' |       | 22' Ziyech 71' Younes | Estadio Balaídos, Vigo Toeschouwers: 18.397 Scheidsrechter: Ivan Kružliak |

|                           |                                    |       |                 |                                                                                    |
| 20 oktober 2016 19:00 uur | Standard Luik                      | 2 – 2 | Panathinaikos   | Stade Maurice Dufrasne, Luik Toeschouwers: 14.463 Scheidsrechter: Daniel Stefański |
| 20 oktober 2016 19:00 uur | Edmilson 45+1' (pen.) Belfodil 82' |       | 12', 36' Ibarbo | Stade Maurice Dufrasne, Luik Toeschouwers: 14.463 Scheidsrechter: Daniel Stefański |

|                           |                                   |       |                        |                                                                                  |
| 3 november 2016 21:05 uur | Ajax                              | 3 – 2 | Celta de Vigo          | Amsterdam ArenA, Amsterdam Toeschouwers: 44.545 Scheidsrechter: Paweł Raczkowski |
| 3 november 2016 21:05 uur | Dolberg 41' Ziyech 68' Younes 71' |       | 79' Guidetti 86' Aspas | Amsterdam ArenA, Amsterdam Toeschouwers: 44.545 Scheidsrechter: Paweł Raczkowski |

|                           |                |       |                               |                                                                                        |
| 3 november 2016 21:05 uur | Panathinaikos  | 0 – 3 | Standard Luik                 | Apostolos Nikolaidisstadion, Athene Toeschouwers: 10.837 Scheidsrechter: Sergiej Bojko |
| 3 november 2016 21:05 uur | Mpoku 48', 78' |       | 62' Cissé 76', 90+3' Belfodil | Apostolos Nikolaidisstadion, Athene Toeschouwers: 10.837 Scheidsrechter: Sergiej Bojko |

|                            |                      |       |               |                                                                            |
| 24 november 2016 19:00 uur | Celta de Vigo        | 1 – 1 | Standard Luik | Estadio Balaídos, Vigo Toeschouwers: 16.470 Scheidsrechter: Benoît Bastien |
| 24 november 2016 19:00 uur | Aspas 8', 34', 90+5' |       | 81' Laifis    | Estadio Balaídos, Vigo Toeschouwers: 16.470 Scheidsrechter: Benoît Bastien |

|                            |                     |       |               |                                                                                |
| 24 november 2016 19:00 uur | Ajax                | 2 – 0 | Panathinaikos | Amsterdam ArenA, Amsterdam Toeschouwers: 41.011 Scheidsrechter: Aleksej Jeskov |
| 24 november 2016 19:00 uur | Schöne 40' Tete 50' |       |               | Amsterdam ArenA, Amsterdam Toeschouwers: 41.011 Scheidsrechter: Aleksej Jeskov |

|                           |               |       |              |                                                                                 |
| 8 december 2016 21:05 uur | Standard Luik | 1 – 1 | Ajax         | Stade Maurice Dufrasne, Luik Toeschouwers: 20.344 Scheidsrechter: Robert Madden |
| 8 december 2016 21:05 uur | Raman 85'     |       | 27' El Ghazi | Stade Maurice Dufrasne, Luik Toeschouwers: 20.344 Scheidsrechter: Robert Madden |

|                           |               |                                 |               |                                                                                          |
| 8 december 2016 21:05 uur | Panathinaikos | 0 – 2                           | Celta de Vigo | Apostolos Nikolaidisstadion, Athene Toeschouwers: 4.005 Scheidsrechter: Andris Treimanis |
| 8 december 2016 21:05 uur |               | 4' Guidetti 76' (pen.) Orellana |               | Apostolos Nikolaidisstadion, Athene Toeschouwers: 4.005 Scheidsrechter: Andris Treimanis |

#### Groep H
| Club             | Wed | Win | Gel | Ver | DV | DT | +/− | Pnt |
| ---------------- | --- | --- | --- | --- | -- | -- | --- | --- |
| Sjachtar Donetsk | 6   | 6   | 0   | 0   | 21 | 5  | +16 | 18  |
| KAA Gent         | 6   | 2   | 2   | 2   | 9  | 13 | −4  | 8   |
| SC Braga         | 6   | 1   | 3   | 2   | 9  | 11 | −2  | 6   |
| Konyaspor        | 6   | 0   | 1   | 5   | 2  | 12 | −10 | 1   |

|                             |           |              |                  |                                                                                               |
| 15 september 2016 21:05 uur | Konyaspor | 0 – 1        | Sjachtar Donetsk | Konya Büyükşehir Torku Arena, Konya Toeschouwers: 26.860 Scheidsrechter: Robert Schörgenhofer |
| 15 september 2016 21:05 uur |           | 75' Ferreyra |                  | Konya Büyükşehir Torku Arena, Konya Toeschouwers: 26.860 Scheidsrechter: Robert Schörgenhofer |

|                             |           |       |              |                                                                             |
| 15 september 2016 21:05 uur | SC Braga  | 1 – 1 | KAA Gent     | Estádio Municipal, Braga Toeschouwers: 8.903 Scheidsrechter: Benoît Bastien |
| 15 september 2016 21:05 uur | Pinto 24' |       | 6' Milićević | Estádio Municipal, Braga Toeschouwers: 8.903 Scheidsrechter: Benoît Bastien |

|                             |                    |       |           |                                                                      |
| 29 september 2016 19:00 uur | KAA Gent           | 2 – 0 | Konyaspor | Ghelamco Arena, Gent Toeschouwers: 15.870 Scheidsrechter: István Vad |
| 29 september 2016 19:00 uur | Saief 17' Neto 33' |       |           | Ghelamco Arena, Gent Toeschouwers: 15.870 Scheidsrechter: István Vad |

|                             |                                           |       |          |                                                                      |
| 29 september 2016 19:00 uur | Sjachtar Donetsk                          | 2 – 0 | SC Braga | Arena Lviv, Lviv Toeschouwers: 11.938 Scheidsrechter: Tobias Stieler |
| 29 september 2016 19:00 uur | Stepanenko 5' Kovalenko 56' Fred 25', 47' |       |          | Arena Lviv, Lviv Toeschouwers: 11.938 Scheidsrechter: Tobias Stieler |

|                           |                                                                |       |          |                                                                      |
| 20 oktober 2016 19:00 uur | Sjachtar Donetsk                                               | 5 – 0 | KAA Gent | Arena Lviv, Lviv Toeschouwers: 10.505 Scheidsrechter: Anthony Taylor |
| 20 oktober 2016 19:00 uur | Kovalenko 12' Ferreyra 30' Bernard 46' Taison 75' Malyshev 85' |       |          | Arena Lviv, Lviv Toeschouwers: 10.505 Scheidsrechter: Anthony Taylor |

|                           |              |       |          |                                                                                        |
| 20 oktober 2016 19:00 uur | Konyaspor    | 1 – 1 | SC Braga | Konya Büyükşehir Torku Arena, Konya Toeschouwers: 24.968 Scheidsrechter: Aliyar Ağayev |
| 20 oktober 2016 19:00 uur | Milošević 9' |       | 55' Koka | Konya Büyükşehir Torku Arena, Konya Toeschouwers: 24.968 Scheidsrechter: Aliyar Ağayev |

|                           |                                       |       |                                                                     |                                                                             |
| 3 november 2016 21:05 uur | KAA Gent                              | 3 – 5 | Sjachtar Donetsk                                                    | Ghelamco Arena, Gent Toeschouwers: 14.526 Scheidsrechter: Aleksej Koelbakov |
| 3 november 2016 21:05 uur | Coulibaly 1' Perbet 83' Milićević 89' |       | 36' (pen.) Marlos 41' Taison 45+3' Stepanenko 68' Fred 87' Ferreyra | Ghelamco Arena, Gent Toeschouwers: 14.526 Scheidsrechter: Aleksej Koelbakov |

|                           |                                                        |       |                                |                                                                              |
| 3 november 2016 21:05 uur | SC Braga                                               | 3 – 1 | Konyaspor                      | Estádio Municipal, Braga Toeschouwers: 7.729 Scheidsrechter: Alexandru Tudor |
| 3 november 2016 21:05 uur | Velázquez 34' Eduardo 45+1' Horta 90+7' Mauro 30', 39' |       | 30' Rangelov 45+1', 55' Skubic | Estádio Municipal, Braga Toeschouwers: 7.729 Scheidsrechter: Alexandru Tudor |

|                            |                                                          |       |           |                                                                    |
| 24 november 2016 19:00 uur | Sjachtar Donetsk                                         | 4 – 0 | Konyaspor | Arena Lviv, Lviv Toeschouwers: 10.021 Scheidsrechter: Kevin Clancy |
| 24 november 2016 19:00 uur | Bardakcı 11' (e.d.) Dentinho 36' Eduardo 66' Bernard 74' |       |           | Arena Lviv, Lviv Toeschouwers: 10.021 Scheidsrechter: Kevin Clancy |

|                            |                             |       |                           |                                                                                |
| 24 november 2016 19:00 uur | KAA Gent                    | 2 – 2 | SC Braga                  | Ghelamco Arena, Gent Toeschouwers: 19.650 Scheidsrechter: Vladislav Bezborodov |
| 24 november 2016 19:00 uur | Coulibaly 32' Milićević 40' |       | 14' Stojiljković 36' Koka | Ghelamco Arena, Gent Toeschouwers: 19.650 Scheidsrechter: Vladislav Bezborodov |

|                           |           |                 |          |                                                                                       |
| 8 december 2016 21:05 uur | Konyaspor | 0 – 1           | KAA Gent | Konya Büyükşehir Torku Arena, Konya Toeschouwers: 10.720 Scheidsrechter: Jakob Kehlet |
| 8 december 2016 21:05 uur |           | 90+4' Coulibaly |          | Konya Büyükşehir Torku Arena, Konya Toeschouwers: 10.720 Scheidsrechter: Jakob Kehlet |

|                           |                               |       |                                   |                                                                             |
| 8 december 2016 21:05 uur | SC Braga                      | 2 – 4 | Sjachtar Donetsk                  | Estádio Municipal, Braga Toeschouwers: 15.084 Scheidsrechter: Ali Palabıyık |
| 8 december 2016 21:05 uur | Stojiljković 43' Vukčević 89' |       | 22', 62' Kryvtsov 39', 66' Taison | Estádio Municipal, Braga Toeschouwers: 15.084 Scheidsrechter: Ali Palabıyık |

#### Groep I
| Club              | Wed | Win | Gel | Ver | DV | DT | +/− | Pnt |
| ----------------- | --- | --- | --- | --- | -- | -- | --- | --- |
| Schalke 04        | 6   | 5   | 0   | 1   | 9  | 3  | +6  | 15  |
| FK Krasnodar      | 6   | 2   | 1   | 3   | 8  | 8  | 0   | 7   |
| Red Bull Salzburg | 6   | 2   | 1   | 3   | 6  | 6  | 0   | 7   |
| OGC Nice          | 6   | 2   | 0   | 4   | 5  | 11 | −6  | 6   |

|                             |                   |                               |              |                                                                                      |
| 15 september 2016 21:05 uur | Red Bull Salzburg | 0 – 1                         | FK Krasnodar | Red Bull Arena, Wals-Siezenheim Toeschouwers: 6.507 Scheidsrechter: Miroslav Zelinka |
| 15 september 2016 21:05 uur |                   | 37' Joãozinho 49', 73' Petrov |              | Red Bull Arena, Wals-Siezenheim Toeschouwers: 6.507 Scheidsrechter: Miroslav Zelinka |

|                             |          |            |            |                                                                                     |
| 15 september 2016 21:05 uur | OGC Nice | 0 – 1      | Schalke 04 | Allianz Riviera, Nice Toeschouwers: 21.378 Scheidsrechter: Alberto Undiano Mallenco |
| 15 september 2016 21:05 uur |          | 75' Rahman |            | Allianz Riviera, Nice Toeschouwers: 21.378 Scheidsrechter: Alberto Undiano Mallenco |

|                             |                                              |       |                   |                                                                                    |
| 29 september 2016 19:00 uur | Schalke 04                                   | 3 – 1 | Red Bull Salzburg | Veltins-Arena, Gelsenkirchen Toeschouwers: 48.374 Scheidsrechter: Serdar Gözübüyük |
| 29 september 2016 19:00 uur | Goretzka 15' Ćaleta-Car 47' (e.d.) Naldo 58' |       | 72' Soriano       | Veltins-Arena, Gelsenkirchen Toeschouwers: 48.374 Scheidsrechter: Serdar Gözübüyük |

|                             |                                                     |       |                           |                                                                           |
| 29 september 2016 19:00 uur | FK Krasnodar                                        | 5 – 2 | OGC Nice                  | Koeban Stadion, Krasnodar Toeschouwers: 10.750 Scheidsrechter: Ivan Bebek |
| 29 september 2016 19:00 uur | Smolov 22' Joãozinho 33', 65' (pen.) Ari 86', 90+3' |       | 43' Balotelli 71' Cyprien | Koeban Stadion, Krasnodar Toeschouwers: 10.750 Scheidsrechter: Ivan Bebek |

|                           |              |                 |            |                                                                                 |
| 20 oktober 2016 19:00 uur | FK Krasnodar | 0 – 1           | Schalke 04 | Koeban Stadion, Krasnodar Toeschouwers: 33.550 Scheidsrechter: Mark Clattenburg |
| 20 oktober 2016 19:00 uur |              | 11' Konopljanka |            | Koeban Stadion, Krasnodar Toeschouwers: 33.550 Scheidsrechter: Mark Clattenburg |

|                           |                   |          |          |                                                                                      |
| 20 oktober 2016 19:00 uur | Red Bull Salzburg | 0 – 1    | OGC Nice | Red Bull Arena, Wals-Siezenheim Toeschouwers: 9.473 Scheidsrechter: Jevhen Aranovsky |
| 20 oktober 2016 19:00 uur |                   | 13' Pléa |          | Red Bull Arena, Wals-Siezenheim Toeschouwers: 9.473 Scheidsrechter: Jevhen Aranovsky |

|                           |                          |       |              |                                                                                 |
| 3 november 2016 21:05 uur | Schalke 04               | 2 – 0 | FK Krasnodar | Veltins-Arena, Gelsenkirchen Toeschouwers: 42.210 Scheidsrechter: Slavko Vinčić |
| 3 november 2016 21:05 uur | Caiçara 25' Bentaleb 28' |       |              | Veltins-Arena, Gelsenkirchen Toeschouwers: 42.210 Scheidsrechter: Slavko Vinčić |

|                           |          |                |                   |                                                                          |
| 3 november 2016 21:05 uur | OGC Nice | 0 – 2          | Red Bull Salzburg | Allianz Riviera, Nice Toeschouwers: 17.582 Scheidsrechter: Hüseyin Göçek |
| 3 november 2016 21:05 uur |          | 72', 73' Hwang |                   | Allianz Riviera, Nice Toeschouwers: 17.582 Scheidsrechter: Hüseyin Göçek |

|                            |              |       |                   |                                                                            |
| 24 november 2016 19:00 uur | FK Krasnodar | 1 – 1 | Red Bull Salzburg | Koeban Stadion, Krasnodar Toeschouwers: 19.150 Scheidsrechter: Liran Liany |
| 24 november 2016 19:00 uur | Smolov 85'   |       | 37' Dabour        | Koeban Stadion, Krasnodar Toeschouwers: 19.150 Scheidsrechter: Liran Liany |

|                            |                                                     |       |          |                                                                                 |
| 24 november 2016 19:00 uur | Schalke 04                                          | 2 – 0 | OGC Nice | Veltins-Arena, Gelsenkirchen Toeschouwers: 51.504 Scheidsrechter: Aliyar Ağayev |
| 24 november 2016 19:00 uur | Konopljanka 14' Aogo 80' (pen.) Tekpetey 51', 90+4' |       |          | Veltins-Arena, Gelsenkirchen Toeschouwers: 51.504 Scheidsrechter: Aliyar Ağayev |

|                           |                              |       |            |                                                                                           |
| 8 december 2016 21:05 uur | Red Bull Salzburg            | 2 – 0 | Schalke 04 | Red Bull Arena, Wals-Siezenheim Toeschouwers: 23.133 Scheidsrechter: Radu Marian Petrescu |
| 8 december 2016 21:05 uur | Schlager 22' Radošević 90+4' |       |            | Red Bull Arena, Wals-Siezenheim Toeschouwers: 23.133 Scheidsrechter: Radu Marian Petrescu |

|                           |                                    |       |                          |                                                                           |
| 8 december 2016 21:05 uur | OGC Nice                           | 2 – 1 | FK Krasnodar             | Allianz Riviera, Nice Toeschouwers: 12.722 Scheidsrechter: Sandro Schärer |
| 8 december 2016 21:05 uur | Bosetti 64' (pen.) Le Marchand 77' |       | 52' Smolov 61' Granqvist | Allianz Riviera, Nice Toeschouwers: 12.722 Scheidsrechter: Sandro Schärer |

#### Groep J
| Club           | Wed | Win | Gel | Ver | DV | DT | +/− | Pnt |
| -------------- | --- | --- | --- | --- | -- | -- | --- | --- |
| Fiorentina     | 6   | 4   | 1   | 1   | 15 | 6  | +9  | 13  |
| PAOK Saloniki  | 6   | 3   | 1   | 2   | 7  | 6  | +1  | 10  |
| FK Qarabağ     | 6   | 2   | 1   | 3   | 7  | 12 | –5  | 7   |
| Slovan Liberec | 6   | 1   | 1   | 4   | 7  | 12 | –5  | 4   |

|                             |                         |       |                     |                                                                         |
| 15 september 2016 17:00 uur | FK Qarabağ              | 2 – 2 | Slovan Liberec      | Dalğa Arena, Bakoe Toeschouwers: 6.200 Scheidsrechter: Stephan Klossner |
| 15 september 2016 17:00 uur | Míchel 7' Sadygov 90+4' |       | 1' Sýkora 68' Baroš | Dalğa Arena, Bakoe Toeschouwers: 6.200 Scheidsrechter: Stephan Klossner |

|                             |               |       |            |                                                                                |
| 15 september 2016 21:05 uur | PAOK Saloniki | 0 – 0 | Fiorentina | Toumbastadion, Thessaloniki Toeschouwers: 20.904 Scheidsrechter: Slavko Vinčić |
| 15 september 2016 21:05 uur |               |       |            | Toumbastadion, Thessaloniki Toeschouwers: 20.904 Scheidsrechter: Slavko Vinčić |

|                             |                                              |       |                            |                                                                                      |
| 29 september 2016 19:00 uur | Fiorentina                                   | 5 – 1 | FK Qarabağ                 | Stadio Artemoi Franchi, Florence Toeschouwers: 14.145 Scheidsrechter: Oliver Drachta |
| 29 september 2016 19:00 uur | Babacar 39', 45' Kalinić 43' Zárate 63', 78' |       | 90+2' Ndlovu 30' Yunuszade | Stadio Artemoi Franchi, Florence Toeschouwers: 14.145 Scheidsrechter: Oliver Drachta |

|                             |                |       |                              |                                                                          |
| 29 september 2016 19:00 uur | Slovan Liberec | 1 – 2 | PAOK Saloniki                | Stadion u Nisy, Liberec Toeschouwers: 8.880 Scheidsrechter: Tamás Bognár |
| 29 september 2016 19:00 uur | Komlichenko 1' |       | 10' (pen.), 82' Athanasiadis | Stadion u Nisy, Liberec Toeschouwers: 8.880 Scheidsrechter: Tamás Bognár |

|                           |                            |       |                             |                                                                              |
| 20 oktober 2016 19:00 uur | Slovan Liberec             | 1 – 3 | Fiorentina                  | Stadion u Nisy, Liberec Toeschouwers: 9.037 Scheidsrechter: Serdar Gözübüyük |
| 20 oktober 2016 19:00 uur | Ševčík 58' Breite 13', 85' |       | 8', 23' Kalinić 70' Babacar | Stadion u Nisy, Liberec Toeschouwers: 9.037 Scheidsrechter: Serdar Gözübüyük |

|                           |                              |       |               |                                                                                |
| 20 oktober 2016 17:00 uur | FK Qarabağ                   | 2 – 0 | PAOK Saloniki | Tofikh Bakhramovstadion, Bakoe Toeschouwers: 26.784 Scheidsrechter: Alon Yefet |
| 20 oktober 2016 17:00 uur | Quintana 56' Amirguliyev 87' |       |               | Tofikh Bakhramovstadion, Bakoe Toeschouwers: 26.784 Scheidsrechter: Alon Yefet |

|                           |                                              |       |                |                                                                                          |
| 3 november 2016 21:05 uur | Fiorentina                                   | 3 – 0 | Slovan Liberec | Stadio Artemoi Franchi, Florence Toeschouwers: 11.583 Scheidsrechter: Aleksandar Stavrev |
| 3 november 2016 21:05 uur | Iličić 30' (pen.) Kalinić 43' Cristóforo 73' |       |                | Stadio Artemoi Franchi, Florence Toeschouwers: 11.583 Scheidsrechter: Aleksandar Stavrev |

|                           |               |            |            |                                                                              |
| 3 november 2016 21:05 uur | PAOK Saloniki | 0 – 1      | FK Qarabağ | Toumbastadion, Thessaloniki Toeschouwers: 11.476 Scheidsrechter: John Beaton |
| 3 november 2016 21:05 uur |               | 69' Míchel |            | Toumbastadion, Thessaloniki Toeschouwers: 11.476 Scheidsrechter: John Beaton |

|                            |                                      |       |            |                                                                                |
| 24 november 2016 19:00 uur | Slovan Liberec                       | 3 – 0 | FK Qarabağ | Stadion u Nisy, Liberec Toeschouwers: 4.942 Scheidsrechter: Stefan Johannesson |
| 24 november 2016 19:00 uur | Vůch 11' Komlichenko 57' (pen.), 63' |       |            | Stadion u Nisy, Liberec Toeschouwers: 4.942 Scheidsrechter: Stefan Johannesson |

|                            |                              |       |                                       |                                                                                        |
| 24 november 2016 19:00 uur | Fiorentina                   | 2 – 3 | PAOK Saloniki                         | Stadio Artemoi Franchi, Florence Toeschouwers: 12.793 Scheidsrechter: Stephan Klossner |
| 24 november 2016 19:00 uur | Bernardeschi 33' Babacar 50' |       | 5' Sjachov 26' Djalma 90+3' Rodrigues | Stadio Artemoi Franchi, Florence Toeschouwers: 12.793 Scheidsrechter: Stephan Klossner |

|                           |              |       |                                       |                                                                                |
| 8 december 2016 17:00 uur | FK Qarabağ   | 1 – 2 | Fiorentina                            | Tofikh Bakhramovstadion, Bakoe Toeschouwers: 21.750 Scheidsrechter: Ivan Bebek |
| 8 december 2016 17:00 uur | Reynaldo 73' |       | 60' Vecino 76' Chiesa 19', 84' Chiesa | Tofikh Bakhramovstadion, Bakoe Toeschouwers: 21.750 Scheidsrechter: Ivan Bebek |

|                           |                          |       |                |                                                                                 |
| 8 december 2016 17:00 uur | PAOK Saloniki            | 2 – 0 | Slovan Liberec | Toumbastadion, Thessaloniki Toeschouwers: 11.463 Scheidsrechter: Andre Marriner |
| 8 december 2016 17:00 uur | Rodrigues 29' Pelkas 67' |       |                | Toumbastadion, Thessaloniki Toeschouwers: 11.463 Scheidsrechter: Andre Marriner |

#### Groep K
| Club              | Wed | Win | Gel | Ver | DV | DT | +/− | Pnt |
| ----------------- | --- | --- | --- | --- | -- | -- | --- | --- |
| Sparta Praag      | 6   | 4   | 0   | 2   | 8  | 6  | +2  | 12  |
| Hapoel Beër Sjeva | 6   | 2   | 2   | 2   | 6  | 6  | 0   | 8   |
| Southampton       | 6   | 2   | 2   | 2   | 6  | 4  | +2  | 8   |
| Internazionale    | 6   | 2   | 0   | 4   | 7  | 11 | −4  | 6   |

|                             |                |                       |                   |                                                                    |
| 15 september 2016 21:05 uur | Internazionale | 0 – 2                 | Hapoel Beër Sjeva | San Siro, Milaan Toeschouwers: 16.778 Scheidsrechter: Jakob Kehlet |
| 15 september 2016 21:05 uur |                | 54' Vítor 69' Buzaglo |                   | San Siro, Milaan Toeschouwers: 16.778 Scheidsrechter: Jakob Kehlet |

|                             |                                       |       |              |                                                                                   |
| 15 september 2016 21:05 uur | Southampton                           | 3 – 0 | Sparta Praag | St. Mary's Stadium, Southampton Toeschouwers: 25.125 Scheidsrechter: Manuel Gräfe |
| 15 september 2016 21:05 uur | Austin 5' (pen.), 27' Rodriguez 90+2' |       |              | St. Mary's Stadium, Southampton Toeschouwers: 25.125 Scheidsrechter: Manuel Gräfe |

|                             |                          |       |                                |                                                                              |
| 29 september 2016 19:00 uur | Sparta Praag             | 3 – 1 | Internazionale                 | Generali Arena, Praag Toeschouwers: 14.651 Scheidsrechter: Artur Soares Dias |
| 29 september 2016 19:00 uur | Kadlec 7', 25' Holek 76' |       | 71' Palacio 46', 75' Ranocchia | Generali Arena, Praag Toeschouwers: 14.651 Scheidsrechter: Artur Soares Dias |

|                             |                   |       |             |                                                                                      |
| 29 september 2016 19:00 uur | Hapoel Beër Sjeva | 0 – 0 | Southampton | Vasermil Stadion, Beër Sjeva Toeschouwers: 16.138 Scheidsrechter: Stefan Johannesson |
| 29 september 2016 19:00 uur |                   |       |             | Vasermil Stadion, Beër Sjeva Toeschouwers: 16.138 Scheidsrechter: Stefan Johannesson |

|                           |                   |             |              |                                                                              |
| 20 oktober 2016 19:00 uur | Hapoel Beër Sjeva | 0 – 1       | Sparta Praag | Vasermil Stadion, Beër Sjeva Toeschouwers: 15.607 Scheidsrechter: Ivan Bebek |
| 20 oktober 2016 19:00 uur |                   | 71' Pulkrab |              | Vasermil Stadion, Beër Sjeva Toeschouwers: 15.607 Scheidsrechter: Ivan Bebek |

|                           |                                |       |             |                                                                         |
| 20 oktober 2016 19:00 uur | Internazionale                 | 1 – 0 | Southampton | San Siro, Milaan Toeschouwers: 26.719 Scheidsrechter: Gediminas Mažeika |
| 20 oktober 2016 19:00 uur | Candreva 67' Brozović 60', 78' |       |             | San Siro, Milaan Toeschouwers: 26.719 Scheidsrechter: Gediminas Mažeika |

|                           |                              |       |                   |                                                                       |
| 3 november 2016 21:05 uur | Sparta Praag                 | 2 – 0 | Hapoel Beër Sjeva | Generali Arena, Praag Toeschouwers: 12.891 Scheidsrechter: István Vad |
| 3 november 2016 21:05 uur | Bitton 23' (e.d.) Lafata 38' |       |                   | Generali Arena, Praag Toeschouwers: 12.891 Scheidsrechter: István Vad |

|                           |                                  |       |                |                                                                                |
| 3 november 2016 21:05 uur | Southampton                      | 2 – 1 | Internazionale | St. Mary's Stadium, Southampton Toeschouwers: 30.389 Scheidsrechter: Paweł Gil |
| 3 november 2016 21:05 uur | Van Dijk 64' Nagatomo 70' (e.d.) |       | 33' Icardi     | St. Mary's Stadium, Southampton Toeschouwers: 30.389 Scheidsrechter: Paweł Gil |

|                            |                                              |       |                                               |                                                                                  |
| 24 november 2016 19:00 uur | Hapoel Beër Sjeva                            | 3 – 2 | Internazionale                                | Vasermil Stadion, Beër Sjeva Toeschouwers: 15.973 Scheidsrechter: Xavier Estrada |
| 24 november 2016 19:00 uur | Maranhão 58' Nwakaeme 71' (pen.) Sahar 90+3' |       | 13' Icardi 25' Brozović 45+1', 69' Handanovič | Vasermil Stadion, Beër Sjeva Toeschouwers: 15.973 Scheidsrechter: Xavier Estrada |

|                            |              |       |             |                                                                              |
| 24 november 2016 19:00 uur | Sparta Praag | 1 – 0 | Southampton | Generali Arena, Praag Toeschouwers: 17.429 Scheidsrechter: Jesús Gil Manzano |
| 24 november 2016 19:00 uur | Costa 11'    |       |             | Generali Arena, Praag Toeschouwers: 17.429 Scheidsrechter: Jesús Gil Manzano |

|                           |                |       |              |                                                                     |
| 8 december 2016 21:05 uur | Internazionale | 2 – 1 | Sparta Praag | San Siro, Milaan Toeschouwers: 6.449 Scheidsrechter: Bart Vertenten |
| 8 december 2016 21:05 uur | Éder 23', 90'  |       | 54' Marecek  | San Siro, Milaan Toeschouwers: 6.449 Scheidsrechter: Bart Vertenten |

|                           |                |       |                   |                                                                                        |
| 8 december 2016 21:05 uur | Southampton    | 1 – 1 | Hapoel Beër Sjeva | St. Mary's Stadium, Southampton Toeschouwers: 30.416 Scheidsrechter: Paolo Tagliavento |
| 8 december 2016 21:05 uur | Van Dijk 90+1' |       | 79' Buzaglo       | St. Mary's Stadium, Southampton Toeschouwers: 30.416 Scheidsrechter: Paolo Tagliavento |

#### Groep L
| Club             | Wed | Win | Gel | Ver | DV | DT | +/− | Pnt |
| ---------------- | --- | --- | --- | --- | -- | -- | --- | --- |
| Osmanlıspor      | 6   | 3   | 1   | 2   | 10 | 7  | +3  | 10  |
| Villarreal       | 6   | 2   | 3   | 1   | 9  | 8  | +1  | 9   |
| FC Zürich        | 6   | 1   | 3   | 2   | 5  | 7  | −2  | 6   |
| Steaua Boekarest | 6   | 1   | 3   | 2   | 5  | 7  | −2  | 6   |

|                             |                             |       |                  |                                                                           |
| 15 september 2016 21:05 uur | Osmanlıspor                 | 2 – 0 | Steaua Boekarest | Osmanlı Stadyumu, Ankara Toeschouwers: 11.807 Scheidsrechter: Tobias Welz |
| 15 september 2016 21:05 uur | Diabaté 64' (pen.) Umar 74' |       | 45+1' Enache     | Osmanlı Stadyumu, Ankara Toeschouwers: 11.807 Scheidsrechter: Tobias Welz |

|                             |                           |       |           |                                                                                           |
| 15 september 2016 21:05 uur | Villarreal                | 2 – 1 | FC Zürich | Estadio El Madrigal, Villarreal Toeschouwers: 16.384 Scheidsrechter: Sébastien Delferière |
| 15 september 2016 21:05 uur | Pato 28' Dos Santos 45+1' |       | 2' Sadiku | Estadio El Madrigal, Villarreal Toeschouwers: 16.384 Scheidsrechter: Sébastien Delferière |

|                             |                                |       |             |                                                                       |
| 29 september 2016 19:00 uur | FC Zürich                      | 2 – 1 | Osmanlıspor | Letzigrund, Zürich Toeschouwers: 7.473 Scheidsrechter: Aleksej Jeskov |
| 29 september 2016 19:00 uur | Schönbächler 45' Čavušević 79' |       | 73' Maher   | Letzigrund, Zürich Toeschouwers: 7.473 Scheidsrechter: Aleksej Jeskov |

|                             |                  |       |            |                                                                                  |
| 29 september 2016 19:00 uur | Steaua Boekarest | 1 – 1 | Villarreal | Arena Națională, Boekarest Toeschouwers: 13.231 Scheidsrechter: Jevhen Aranovsky |
| 29 september 2016 19:00 uur | Muniru 20'       |       | 9' Borré   | Arena Națională, Boekarest Toeschouwers: 13.231 Scheidsrechter: Jevhen Aranovsky |

|                           |                  |       |           |                                                                              |
| 20 oktober 2016 19:00 uur | Steaua Boekarest | 1 – 1 | FC Zürich | Arena Națională, Boekarest Toeschouwers: 13.154 Scheidsrechter: Tamás Bognár |
| 20 oktober 2016 19:00 uur | Golubović 63'    |       | 86' Koné  | Arena Națională, Boekarest Toeschouwers: 13.154 Scheidsrechter: Tamás Bognár |

|                           |                            |       |                      |                                                                           |
| 20 oktober 2016 19:00 uur | Osmanlıspor                | 2 – 2 | Villarreal           | Osmanlı Stadyumu, Ankara Toeschouwers: 11.692 Scheidsrechter: Liran Liany |
| 20 oktober 2016 19:00 uur | Rusescu 23', 24' Güven 54' |       | 56' N'Diaye 74' Pato | Osmanlı Stadyumu, Ankara Toeschouwers: 11.692 Scheidsrechter: Liran Liany |

|                           |           |       |                  |                                                                             |
| 3 november 2016 21:05 uur | FC Zürich | 0 – 0 | Steaua Boekarest | Letzigrund, Zürich Toeschouwers: 8.060 Scheidsrechter: Robert Schörgenhofer |
| 3 november 2016 21:05 uur |           |       |                  | Letzigrund, Zürich Toeschouwers: 8.060 Scheidsrechter: Robert Schörgenhofer |

|                           |            |       |                     |                                                                                     |
| 3 november 2016 21:05 uur | Villarreal | 1 – 2 | Osmanlıspor         | Estadio El Madrigal, Villarreal Toeschouwers: 15.386 Scheidsrechter: Harald Lechner |
| 3 november 2016 21:05 uur | Rodri 48'  |       | 8' Webó 75' Rusescu | Estadio El Madrigal, Villarreal Toeschouwers: 15.386 Scheidsrechter: Harald Lechner |

|                            |                          |       |             |                                                                                |
| 24 november 2016 19:00 uur | Steaua Boekarest         | 2 – 1 | Osmanlıspor | Arena Națională, Boekarest Toeschouwers: 6.020 Scheidsrechter: Paolo Mazzoleni |
| 24 november 2016 19:00 uur | Momčilović 68' Tamaș 86' |       | 30' Ndiaye  | Arena Națională, Boekarest Toeschouwers: 6.020 Scheidsrechter: Paolo Mazzoleni |

|                            |                      |       |             |                                                                      |
| 24 november 2016 19:00 uur | FC Zürich            | 1 – 1 | Villarreal  | Letzigrund, Zürich Toeschouwers: 10.069 Scheidsrechter: Davide Massa |
| 24 november 2016 19:00 uur | Rodríguez 87' (pen.) |       | 14' Soriano | Letzigrund, Zürich Toeschouwers: 10.069 Scheidsrechter: Davide Massa |

|                           |                            |       |           |                                                                         |
| 8 december 2016 21:05 uur | Osmanlıspor                | 2 – 0 | FC Zürich | Osmanlı Stadyumu, Ankara Toeschouwers: 10.250 Scheidsrechter: Matej Jug |
| 8 december 2016 21:05 uur | Delarge 73' Kılıçaslan 89' |       |           | Osmanlı Stadyumu, Ankara Toeschouwers: 10.250 Scheidsrechter: Matej Jug |

|                           |                           |       |                         |                                                                                   |
| 8 december 2016 21:05 uur | Villarreal                | 2 – 1 | Steaua Boekarest        | Estadio El Madrigal, Villarreal Toeschouwers: 19.471 Scheidsrechter: Manuel Gräfe |
| 8 december 2016 21:05 uur | Sansone 16' Trugueros 88' |       | 55' Achim 32', 79'Tamaș | Estadio El Madrigal, Villarreal Toeschouwers: 19.471 Scheidsrechter: Manuel Gräfe |

## Knock-outfase
- Tijdens de loting voor de laatste 32 zullen de twaalf groepswinnaars en de vier sterkste nummers drie uit de eerste ronde van de Champions League een geplaatste status hebben, de twaalf nummers twee en de vier slechtste nummers drie van de eerste ronde in de Champions League zullen een ongeplaatste status hebben. De geplaatste teams zullen worden geloot tegen de ongeplaatste teams. Ploegen die in dezelfde groep zitten en ploegen uit dezelfde landen kunnen in deze ronde niet tegen elkaar worden geloot.
- Vanaf de achtste finales is er geen geplaatste en ongeplaatste status meer en kan iedereen elkaar loten.

### Laatste 32
De loting vond plaats op 12 december 2016.
De heenwedstrijden werden gespeeld op 16 februari 2017. De returns vonden plaats op 22 en 23 februari 2017.
| Team 1                   | Tot.      | Team 2                | 1e wedstr. | 2e wedstr.   |
| ------------------------ | --------- | --------------------- | ---------- | ------------ |
| Athletic Bilbao          | 3 – 4     | APOEL Nicosia         | 3 – 2      | 0 – 2        |
| Legia Warschau           | 0 – 1     | Ajax                  | 0 – 0      | 0 – 1        |
| Anderlecht               | (u) 3 – 3 | Zenit Sint-Petersburg | 2 – 0      | 1 – 3        |
| Astra Giurgiu            | 2 – 3     | Racing Genk           | 2 – 2      | 0 – 1        |
| Manchester United        | 4 – 0     | AS Saint-Étienne      | 3 – 0      | 1 – 0        |
| Villarreal CF            | 1 – 4     | AS Roma               | 0 – 4      | 1 – 0        |
| PFK Ludogorets           | 1 – 2     | FC Kopenhagen         | 1 – 2      | 0 – 0        |
| Celta de Vigo            | 2 – 1     | Sjachtar Donetsk      | 0 – 1      | 2 – 0 (n.v.) |
| Olympiakos Piraeus       | 3 – 0     | Osmanlıspor           | 0 – 0      | 3 – 0        |
| KAA Gent                 | 3 – 2     | Tottenham Hotspur     | 1 – 0      | 2 – 2        |
| FK Rostov                | 5 – 1     | Sparta Praag          | 4 – 0      | 1 – 1        |
| FK Krasnodar             | 2 – 1     | Fenerbahçe            | 1 – 0      | 1 – 1        |
| Borussia Mönchengladbach | 4 – 3     | Fiorentina            | 0 – 1      | 4 – 2        |
| AZ                       | 2 – 11    | Olympique Lyon        | 1 – 4      | 1 – 7        |
| Hapoel Beër Sjeva        | 2 – 5     | Beşiktaş              | 1 – 3      | 1 – 2        |
| PAOK Saloniki            | 1 – 4     | Schalke 04            | 0 – 3      | 1 – 1        |

#### Heenwedstrijden
|                            |              |       |            |                                                                              |
| 16 februari 2017 17:00 uur | FK Krasnodar | 1 – 0 | Fenerbahçe | Koeban Stadion, Krasnodar Toeschouwers: 32.460 Scheidsrechter: Ivan Kružliak |
| 16 februari 2017 17:00 uur | Claesson 4'  |       |            | Koeban Stadion, Krasnodar Toeschouwers: 32.460 Scheidsrechter: Ivan Kružliak |

|                            |                        |       |                                              |                                                                          |
| 16 februari 2017 19:00 uur | AZ                     | 1 – 4 | Olympique Lyon                               | AFAS Stadion, Alkmaar Toeschouwers: 16.098 Scheidsrechter: Robert Madden |
| 16 februari 2017 19:00 uur | Jahanbakhsh 68' (pen.) |       | 26' Tousart 45+2', 57' Lacazette 90+5' Ferri | AFAS Stadion, Alkmaar Toeschouwers: 16.098 Scheidsrechter: Robert Madden |

|                            |                          |                  |            |                                                                                       |
| 16 februari 2017 19:00 uur | Borussia Mönchengladbach | 0 – 1            | Fiorentina | Borussia-Park, Mönchengladbach Toeschouwers: 41.863 Scheidsrechter: Jesús Gil Manzano |
| 16 februari 2017 19:00 uur |                          | 44' Bernardeschi |            | Borussia-Park, Mönchengladbach Toeschouwers: 41.863 Scheidsrechter: Jesús Gil Manzano |

|                            |                                           |       |                 |                                                                            |
| 16 februari 2017 19:00 uur | FK Rostov                                 | 4 – 0 | Sparta Praag    | Olimp-2, Rostov aan de Don Toeschouwers: 6.160 Scheidsrechter: Bas Nijhuis |
| 16 februari 2017 19:00 uur | Mevlja 15' Poloz 38' Noboa 40' Azmoun 68' |       | 21', 33' Konaté | Olimp-2, Rostov aan de Don Toeschouwers: 6.160 Scheidsrechter: Bas Nijhuis |

|                            |            |       |                   |                                                                          |
| 16 februari 2017 19:00 uur | KAA Gent   | 1 – 0 | Tottenham Hotspur | Ghelamco Arena, Gent Toeschouwers: 19.267 Scheidsrechter: Benoît Bastien |
| 16 februari 2017 19:00 uur | Perbet 59' |       |                   | Ghelamco Arena, Gent Toeschouwers: 19.267 Scheidsrechter: Benoît Bastien |

|                            |                    |       |             |                                                                                        |
| 16 februari 2017 19:00 uur | Olympiakos Piraeus | 0 – 0 | Osmanlıspor | Georgios Karaiskákisstadion, Piraeus Toeschouwers: 24.478 Scheidsrechter: Ruddy Buquet |
| 16 februari 2017 19:00 uur | Viana 75'          |       |             | Georgios Karaiskákisstadion, Piraeus Toeschouwers: 24.478 Scheidsrechter: Ruddy Buquet |

|                            |               |             |                  |                                                                               |
| 16 februari 2017 19:00 uur | Celta de Vigo | 0 – 1       | Sjachtar Donetsk | Estadio Balaídos, Vigo Toeschouwers: 18.318 Scheidsrechter: Gediminas Mažeika |
| 16 februari 2017 19:00 uur |               | 27' Leschuk |                  | Estadio Balaídos, Vigo Toeschouwers: 18.318 Scheidsrechter: Gediminas Mažeika |

|                            |                |       |                                                |                                                                            |
| 16 februari 2017 19:00 uur | PFK Ludogorets | 1 – 2 | FC Kopenhagen                                  | Loedogorets Arena, Razgrad Toeschouwers: 14.500 Scheidsrechter: Ivan Bebek |
| 16 februari 2017 19:00 uur | Keșerü 81'     |       | 2' (e.d.) Anicet 53' Toutouh 89', 90+7' Greguš | Loedogorets Arena, Razgrad Toeschouwers: 14.500 Scheidsrechter: Ivan Bebek |

|                            |                      |       |                           |                                                                                             |
| 16 februari 2017 19:00 uur | Astra Giurgiu        | 2 – 2 | Racing Genk               | Stadionul Marin Anastasovici, Giurgiu Toeschouwers: 3.775 Scheidsrechter: Svein Oddvar Moen |
| 16 februari 2017 19:00 uur | Budescu 43' Seto 90' |       | 25' Castagne 83' Trossard | Stadionul Marin Anastasovici, Giurgiu Toeschouwers: 3.775 Scheidsrechter: Svein Oddvar Moen |

|                            |               |                                         |            |                                                                                 |
| 16 februari 2017 21:05 uur | PAOK Saloniki | 0 – 3                                   | Schalke 04 | Toumbastadion, Thessaloniki Toeschouwers: 25.593 Scheidsrechter: Xavier Estrada |
| 16 februari 2017 21:05 uur |               | 27' Burgstaller 81' Meyer 89' Huntelaar |            | Toumbastadion, Thessaloniki Toeschouwers: 25.593 Scheidsrechter: Xavier Estrada |

|                            |                   |       |                                              |                                                                                |
| 16 februari 2017 21:05 uur | Hapoel Beër Sjeva | 1 – 3 | Beşiktaş                                     | Turnerstadion, Beër Sjeva Toeschouwers: 15.347 Scheidsrechter: Martin Atkinson |
| 16 februari 2017 21:05 uur | Barda 44'         |       | 42' (e.d.) Soares 60' Tosun 90+3' Hutchinson | Turnerstadion, Beër Sjeva Toeschouwers: 15.347 Scheidsrechter: Martin Atkinson |

|                            |               |                                 |         |                                                                                       |
| 16 februari 2017 21:05 uur | Villarreal CF | 0 – 4                           | AS Roma | Estadio de la Cerámica, Villareal Toeschouwers: 17.960 Scheidsrechter: Danny Makkelie |
| 16 februari 2017 21:05 uur |               | 32' Emerson 65', 79', 86' Džeko |         | Estadio de la Cerámica, Villareal Toeschouwers: 17.960 Scheidsrechter: Danny Makkelie |

|                            |                                  |       |                  |                                                                              |
| 16 februari 2017 21:05 uur | Manchester United                | 3 – 0 | AS Saint-Étienne | Old Trafford, Manchester Toeschouwers: 67.192 Scheidsrechter: Pavel Královec |
| 16 februari 2017 21:05 uur | Ibrahimović 15', 75', 88' (pen.) |       |                  | Old Trafford, Manchester Toeschouwers: 67.192 Scheidsrechter: Pavel Královec |

|                            |                    |       |                       |                                                                                              |
| 16 februari 2017 21:05 uur | Anderlecht         | 2 – 0 | Zenit Sint-Petersburg | Constant Vanden Stockstadion, Anderlecht Toeschouwers: 13.415 Scheidsrechter: Michael Oliver |
| 16 februari 2017 21:05 uur | Acheampong 5', 31' |       |                       | Constant Vanden Stockstadion, Anderlecht Toeschouwers: 13.415 Scheidsrechter: Michael Oliver |

|                            |                |               |      |                                                                                        |
| 16 februari 2017 21:05 uur | Legia Warschau | 0 – 0         | Ajax | Wojska Polskiegostadion, Warschau Toeschouwers: 28.742 Scheidsrechter: David Fernández |
| 16 februari 2017 21:05 uur |                | 72', 85' Tete |      | Wojska Polskiegostadion, Warschau Toeschouwers: 28.742 Scheidsrechter: David Fernández |

|                            |                                           |       |                          |                                                                       |
| 16 februari 2017 21:05 uur | Athletic Bilbao                           | 3 – 2 | APOEL Nicosia            | San Mamés, Bilbao Toeschouwers: 32.675 Scheidsrechter: Jonas Eriksson |
| 16 februari 2017 21:05 uur | Merkis 38' (e.d.) Aduriz 61' Williams 72' |       | 36' Efrem 89' Gianniotas | San Mamés, Bilbao Toeschouwers: 32.675 Scheidsrechter: Jonas Eriksson |

#### Terugwedstrijden
|                            |            |       |              |                                                                                         |
| 22 februari 2017 18:00 uur | Fenerbahçe | 1 – 1 | FK Krasnodar | Şükrü Saracoğlustadion, Istanboel Toeschouwers: 21.788 Scheidsrechter: Paweł Raczkowski |
| 22 februari 2017 18:00 uur | Souza 41'  |       | 7' Smolov    | Şükrü Saracoğlustadion, Istanboel Toeschouwers: 21.788 Scheidsrechter: Paweł Raczkowski |

|                            |                  |                                |                   |                                                                                           |
| 22 februari 2017 18:00 uur | AS Saint-Étienne | 0 – 1                          | Manchester United | Stade Geoffroy-Guichard, Saint-Étienne Toeschouwers: 41.492 Scheidsrechter: Deniz Aytekin |
| 22 februari 2017 18:00 uur |                  | 17' Mchitarjan 61', 64' Bailly |                   | Stade Geoffroy-Guichard, Saint-Étienne Toeschouwers: 41.492 Scheidsrechter: Deniz Aytekin |

|                            |            |       |                     |                                                                              |
| 22 februari 2017 18:00 uur | Schalke 04 | 1 – 1 | PAOK Saloniki       | Veltins-Arena, Gelsenkirchen Toeschouwers: 50.619 Scheidsrechter: Luca Banti |
| 22 februari 2017 18:00 uur | Schöpf 23' |       | 25' (e.d.) Nastasić | Veltins-Arena, Gelsenkirchen Toeschouwers: 50.619 Scheidsrechter: Luca Banti |

|                            |             |                                     |                    |                                                                               |
| 23 februari 2017 17:00 uur | Osmanlıspor | 0 – 3                               | Olympiakos Piraeus | Yenikent ASAŞ-stadion, Ankara Toeschouwers: 17.500 Scheidsrechter: István Vad |
| 23 februari 2017 17:00 uur |             | 47', 86' Ansarifard 70' Elyounoussi |                    | Yenikent ASAŞ-stadion, Ankara Toeschouwers: 17.500 Scheidsrechter: István Vad |

|                            |                         |       |                   |                                                                          |
| 23 februari 2017 19:00 uur | Beşiktaş                | 2 – 1 | Hapoel Beër Sjeva | Vodafone Arena, Istanboel Toeschouwers: 27.892 Scheidsrechter: Matej Jug |
| 23 februari 2017 19:00 uur | Aboubakar 17' Tosun 87' |       | 64' Nwakaeme      | Vodafone Arena, Istanboel Toeschouwers: 27.892 Scheidsrechter: Matej Jug |

|                            |                  |       |                  |                                                                         |
| 23 februari 2017 19:00 uur | AS Roma          | 0 – 1 | Villarreal CF    | Stadio Olimpico, Rome Toeschouwers: 19.495 Scheidsrechter: Felix Zwayer |
| 23 februari 2017 19:00 uur | Rüdiger 58', 82' |       | 15' Santos Borré | Stadio Olimpico, Rome Toeschouwers: 19.495 Scheidsrechter: Felix Zwayer |

|                            |                               |       |            |                                                                                         |
| 23 februari 2017 19:00 uur | Zenit Sint-Petersburg         | 3 – 1 | Anderlecht | Petrovski, Sint-Petersburg Toeschouwers: 17.992 Scheidsrechter: Anastasios Sidiropoulos |
| 23 februari 2017 19:00 uur | Giuliano 24', 78' Dzjoeba 72' |       | 90' Thelin | Petrovski, Sint-Petersburg Toeschouwers: 17.992 Scheidsrechter: Anastasios Sidiropoulos |

|                            |               |       |                |                                                                                |
| 23 februari 2017 19:00 uur | Ajax          | 1 – 0 | Legia Warschau | Amsterdam ArenA, Amsterdam Toeschouwers: 52.285 Scheidsrechter: Anthony Taylor |
| 23 februari 2017 19:00 uur | Viergever 49' |       |                | Amsterdam ArenA, Amsterdam Toeschouwers: 52.285 Scheidsrechter: Anthony Taylor |

|                            |                                                      |       |                      |                                                                                    |
| 23 februari 2017 19:00 uur | APOEL Nicosia                                        | 2 – 0 | Athletic Bilbao      | New GSP Stadium, Nicosia Toeschouwers: 15.275 Scheidsrechter: Vladislav Bezborodov |
| 23 februari 2017 19:00 uur | Sotiriou 46' Gianniotas 54' (pen.) Sotiriou 45', 66' |       | 76', 90+2' Iturraspe | New GSP Stadium, Nicosia Toeschouwers: 15.275 Scheidsrechter: Vladislav Bezborodov |

|                            |                                                                 |       |            |                                                                                      |
| 23 februari 2017 21:05 uur | Olympique Lyon                                                  | 7 – 1 | AZ         | Parc Olympique Lyonnais, Lyon Toeschouwers: 25.743 Scheidsrechter: Aleksej Koelbakov |
| 23 februari 2017 21:05 uur | Fekir 5', 27', 78' Cornet 17' Darder 34' Aouar 87' Diakhaby 89' |       | 26' Garcia | Parc Olympique Lyonnais, Lyon Toeschouwers: 25.743 Scheidsrechter: Aleksej Koelbakov |

|                            |                        |       |                                             |                                                                                         |
| 23 februari 2017 21:05 uur | Fiorentina             | 2 – 4 | Borussia Mönchengladbach                    | Stadio Artemio Franchi, Florence Toeschouwers: 24.712 Scheidsrechter: Artur Soares Dias |
| 23 februari 2017 21:05 uur | Kalinić 16' Valero 29' |       | 44' (pen.), 47', 55' Stindl 60' Christensen | Stadio Artemio Franchi, Florence Toeschouwers: 24.712 Scheidsrechter: Artur Soares Dias |

|                            |                                   |       |           |                                                                          |
| 23 februari 2017 21:05 uur | Sparta Praag                      | 1 – 1 | FK Rostov | Generali Arena, Praag Toeschouwers: 13.413 Scheidsrechter: Hüseyin Göçek |
| 23 februari 2017 21:05 uur | Karavajev 84' Nhamoinesu 37', 68' |       | 13' Poloz | Generali Arena, Praag Toeschouwers: 13.413 Scheidsrechter: Hüseyin Göçek |

|                            |                                  |       |                            |                                                                          |
| 23 februari 2017 21:05 uur | Tottenham Hotspur                | 2 – 2 | KAA Gent                   | Wembley Stadium, Londen Toeschouwers: 80.465 Scheidsrechter: Jorge Sousa |
| 23 februari 2017 21:05 uur | Eriksen 10' Wanyama 61' Alli 40' |       | 20' (e.d.) Kane 82' Perbet | Wembley Stadium, Londen Toeschouwers: 80.465 Scheidsrechter: Jorge Sousa |

|                            |                  |                                |               |                                                                     |
| 23 februari 2017 21:05 uur | Sjachtar Donetsk | 0 – 2 (nv)                     | Celta de Vigo | Arena Lviv, Lviv Toeschouwers: 33.117 Scheidsrechter: Slavko Vinčić |
| 23 februari 2017 21:05 uur |                  | 90+1' (pen.) Aspas 108' Cabral |               | Arena Lviv, Lviv Toeschouwers: 33.117 Scheidsrechter: Slavko Vinčić |

|                            |               |       |                |                                                                          |
| 23 februari 2017 21:05 uur | FC Kopenhagen | 0 – 0 | PFK Ludogorets | Parken, Kopenhagen Toeschouwers: 17.064 Scheidsrechter: Miroslav Zelinka |
| 23 februari 2017 21:05 uur |               |       |                | Parken, Kopenhagen Toeschouwers: 17.064 Scheidsrechter: Miroslav Zelinka |

|                            |             |       |               |                                                                          |
| 23 februari 2017 21:05 uur | Racing Genk | 1 – 0 | Astra Giurgiu | Luminus Arena, Genk Toeschouwers: 8.804 Scheidsrechter: Serdar Gözübüyük |
| 23 februari 2017 21:05 uur | Pozuelo 67' |       |               | Luminus Arena, Genk Toeschouwers: 8.804 Scheidsrechter: Serdar Gözübüyük |

### Achtste finales
De loting vond plaats op 24 februari 2017.
De heenwedstrijden werden gespeeld op 9 maart 2017. Op 16 maart 2017 vonden de returns plaats.
| Team 1             | Tot.      | Team 2                   | 1e wedstr. | 2e wedstr. |
| ------------------ | --------- | ------------------------ | ---------- | ---------- |
| Celta de Vigo      | 4 – 1     | FK Krasnodar             | 2 – 1      | 2 – 0      |
| APOEL Nicosia      | 0 – 2     | Anderlecht               | 0 – 1      | 0 – 1      |
| Schalke 04         | 3 – 3 (u) | Borussia Mönchengladbach | 1 – 1      | 2 – 2      |
| Olympique Lyon     | 5 – 4     | AS Roma                  | 4 – 2      | 1 – 2      |
| FK Rostov          | 1 – 2     | Manchester United        | 1 – 1      | 0 – 1      |
| Olympiakos Piraeus | 2 – 5     | Beşiktaş                 | 1 – 1      | 1 – 4      |
| KAA Gent           | 3 – 6     | Racing Genk              | 2 – 5      | 1 – 1      |
| FC Kopenhagen      | 2 – 3     | Ajax                     | 2 – 1      | 0 – 2      |

#### Heenwedstrijden
|                        |               |             |            |                                                                           |
| 9 maart 2017 19:00 uur | APOEL Nicosia | 0 – 1       | Anderlecht | New GSP Stadium, Nicosia Toeschouwers: 19.327 Scheidsrechter: Jorge Sousa |
| 9 maart 2017 19:00 uur |               | 29' Stanciu |            | New GSP Stadium, Nicosia Toeschouwers: 19.327 Scheidsrechter: Jorge Sousa |

|                        |               |       |                   |                                                                              |
| 9 maart 2017 19:00 uur | FK Rostov     | 1 – 1 | Manchester United | Olimp-2, Rostov aan de Don Toeschouwers: 14.223 Scheidsrechter: Felix Zwayer |
| 9 maart 2017 19:00 uur | Boecharov 53' |       | 35' Mchitarjan    | Olimp-2, Rostov aan de Don Toeschouwers: 14.223 Scheidsrechter: Felix Zwayer |

|                        |                       |       |             |                                                                           |
| 9 maart 2017 19:00 uur | FC Kopenhagen         | 2 – 1 | Ajax        | Parken, Kopenhagen Toeschouwers: 31.189 Scheidsrechter: Artur Soares Dias |
| 9 maart 2017 19:00 uur | Falk 1' Cornelius 60' |       | 32' Dolberg | Parken, Kopenhagen Toeschouwers: 31.189 Scheidsrechter: Artur Soares Dias |

|                        |                      |       |              |                                                                           |
| 9 maart 2017 21:05 uur | Celta de Vigo        | 2 – 1 | FK Krasnodar | Estadio Balaídos, Vigo Toeschouwers: 18.414 Scheidsrechter: Craig Thomson |
| 9 maart 2017 21:05 uur | Wass 50' Beauvue 90' |       | 56' Claesson | Estadio Balaídos, Vigo Toeschouwers: 18.414 Scheidsrechter: Craig Thomson |

|                        |                 |       |                          |                                                                                 |
| 9 maart 2017 21:05 uur | Schalke 04      | 1 – 1 | Borussia Mönchengladbach | Veltins-Arena, Gelsenkirchen Toeschouwers: 52.412 Scheidsrechter: Björn Kuipers |
| 9 maart 2017 21:05 uur | Burgstaller 25' |       | 15' Hofmann              | Veltins-Arena, Gelsenkirchen Toeschouwers: 52.412 Scheidsrechter: Björn Kuipers |

|                        |                                                   |       |                     |                                                                                   |
| 9 maart 2017 21:05 uur | Olympique Lyon                                    | 4 – 2 | AS Roma             | Parc Olympique Lyonnais, Lyon Toeschouwers: 50.588 Scheidsrechter: Anthony Taylor |
| 9 maart 2017 21:05 uur | Diakhaby 8' Tolisso 47' Fekir 74' Lacazette 90+2' |       | 20' Salah 33' Fazio | Parc Olympique Lyonnais, Lyon Toeschouwers: 50.588 Scheidsrechter: Anthony Taylor |

|                        |                    |       |               |                                                                                          |
| 9 maart 2017 21:05 uur | Olympiakos Piraeus | 1 – 1 | Beşiktaş      | Georgios Karaiskákisstadion, Piraeus Toeschouwers: 25.515 Scheidsrechter: Danny Makkelie |
| 9 maart 2017 21:05 uur | Cambiasso 36'      |       | 53' Aboubakar | Georgios Karaiskákisstadion, Piraeus Toeschouwers: 25.515 Scheidsrechter: Danny Makkelie |

|                        |                                       |       |                                                         |                                                                             |
| 9 maart 2017 21:05 uur | KAA Gent                              | 2 – 5 | Racing Genk                                             | Ghelamco Arena, Gent Toeschouwers: 17.112 Scheidsrechter: Paolo Tagliavento |
| 9 maart 2017 21:05 uur | Kalu 27' Coulibaly 61' Esiti 21', 85' |       | 21' Malinovski 33' Colley 41', 72' Samatta 45+2' Uronen | Ghelamco Arena, Gent Toeschouwers: 17.112 Scheidsrechter: Paolo Tagliavento |

#### Terugwedstrijden
|                         |                 |       |                     |                                                                             |
| 16 maart 2017 19:00 uur | FK Krasnodar    | 0 – 2 | Celta de Vigo       | Koeban Stadion, Krasnodar Toeschouwers: 33.318 Scheidsrechter: Ruddy Buquet |
| 16 maart 2017 19:00 uur | Kaboré 22', 88' |       | 52' Mallo 80' Aspas | Koeban Stadion, Krasnodar Toeschouwers: 33.318 Scheidsrechter: Ruddy Buquet |

|                         |                                             |       |                    |                                                                               |
| 16 maart 2017 19:00 uur | Beşiktaş                                    | 4 – 1 | Olympiakos Piraeus | Vodafone Arena, Istanboel Toeschouwers: 37.966 Scheidsrechter: Michael Oliver |
| 16 maart 2017 19:00 uur | Aboubakar 10', 40' Babel 22', 75' Tosun 84' |       | 31' Elyounoussi    | Vodafone Arena, Istanboel Toeschouwers: 37.966 Scheidsrechter: Michael Oliver |

|                         |              |       |                |                                                                                   |
| 16 maart 2017 19:00 uur | Racing Genk  | 1 – 1 | KAA Gent       | Luminus Arena, Genk Toeschouwers: 16.028 Scheidsrechter: Alberto Undiano Mallenco |
| 16 maart 2017 19:00 uur | Castagne 20' |       | 84' Verstraete | Luminus Arena, Genk Toeschouwers: 16.028 Scheidsrechter: Alberto Undiano Mallenco |

|                         |                |       |               |                                                                                                 |
| 16 maart 2017 21:05 uur | Anderlecht     | 1 – 0 | APOEL Nicosia | Constant Vanden Stockstadion, Anderlecht Toeschouwers: 15.662 Scheidsrechter: Aleksej Koelbakov |
| 16 maart 2017 21:05 uur | Acheampong 65' |       |               | Constant Vanden Stockstadion, Anderlecht Toeschouwers: 15.662 Scheidsrechter: Aleksej Koelbakov |

|                         |                              |       |                                  |                                                                                      |
| 16 maart 2017 21:05 uur | Borussia Mönchengladbach     | 2 – 2 | Schalke 04                       | Borussia-Park, Mönchengladbach Toeschouwers: 46.283 Scheidsrechter: Mark Clattenburg |
| 16 maart 2017 21:05 uur | Christensen 26' Dahoud 45+2' |       | 54' Goretzka 68' (pen.) Bentaleb | Borussia-Park, Mönchengladbach Toeschouwers: 46.283 Scheidsrechter: Mark Clattenburg |

|                         |                                  |       |                |                                                                          |
| 16 maart 2017 21:05 uur | AS Roma                          | 2 – 1 | Olympique Lyon | Stadio Olimpico, Rome Toeschouwers: 40.000 Scheidsrechter: Viktor Kassai |
| 16 maart 2017 21:05 uur | Strootman 17' Tousart 60' (e.d.) |       | 16' Diakhaby   | Stadio Olimpico, Rome Toeschouwers: 40.000 Scheidsrechter: Viktor Kassai |

|                         |                   |       |           |                                                                                 |
| 16 maart 2017 21:05 uur | Manchester United | 1 – 0 | FK Rostov | Old Trafford, Manchester Toeschouwers: 64.361 Scheidsrechter: Gediminas Mažeika |
| 16 maart 2017 21:05 uur | Mata 70'          |       |           | Old Trafford, Manchester Toeschouwers: 64.361 Scheidsrechter: Gediminas Mažeika |

|                         |                                 |       |               |                                                                               |
| 16 maart 2017 21:05 uur | Ajax                            | 2 – 0 | FC Kopenhagen | Amsterdam ArenA, Amsterdam Toeschouwers: 52.270 Scheidsrechter: Ivan Kružliak |
| 16 maart 2017 21:05 uur | Traoré 23' Dolberg 45+3' (pen.) |       |               | Amsterdam ArenA, Amsterdam Toeschouwers: 52.270 Scheidsrechter: Ivan Kružliak |

### Kwartfinales
De loting vond plaats op 17 maart 2017.
De heenwedstrijden werden gespeeld op 13 april 2017. Op 20 april 2017 vonden de returns plaats.
| Team 1         | Tot.             | Team 2            | 1e wedstr. | 2e wedstr. |
| -------------- | ---------------- | ----------------- | ---------- | ---------- |
| Anderlecht     | 2 – 3            | Manchester United | 1 – 1      | 1 – 2 (nv) |
| Celta de Vigo  | 4 – 3            | Racing Genk       | 3 – 2      | 1 – 1      |
| Ajax           | 4 – 3            | Schalke 04        | 2 – 0      | 2 – 3 (nv) |
| Olympique Lyon | (7 – 6) ns 3 – 3 | Beşiktaş          | 2 – 1      | 1 – 2      |

#### Heenwedstrijden
|                         |                |         |                   |                                                                                           |
| 13 april 2017 21:05 uur | Anderlecht     | 1 – 1   | Manchester United | Constant Vanden Stockstadion, Anderlecht Toeschouwers: 20.060 Scheidsrechter: Felix Brych |
| 13 april 2017 21:05 uur | Dendoncker 86' | Verslag | 37' Mchitarjan    | Constant Vanden Stockstadion, Anderlecht Toeschouwers: 20.060 Scheidsrechter: Felix Brych |

|                         |                                  |         |                        |                                                                            |
| 13 april 2017 21:05 uur | Celta de Vigo                    | 3 – 2   | Racing Genk            | Estadio Balaídos, Vigo Toeschouwers: 21.608 Scheidsrechter: Clément Turpin |
| 13 april 2017 21:05 uur | Sisto 15' Aspas 18' Guidetti 38' | Verslag | 10' Boëtius 67' Buffel | Estadio Balaídos, Vigo Toeschouwers: 21.608 Scheidsrechter: Clément Turpin |

|                         |                          |         |            |                                                                                 |
| 13 april 2017 21:05 uur | Ajax                     | 2 – 0   | Schalke 04 | Amsterdam ArenA, Amsterdam Toeschouwers: 52.384 Scheidsrechter: Sergej Karasjov |
| 13 april 2017 21:05 uur | Klaassen 23' (pen.), 52' | Verslag |            | Amsterdam ArenA, Amsterdam Toeschouwers: 52.384 Scheidsrechter: Sergej Karasjov |

|                         |                       |         |           |                                                                                        |
| 13 april 2017 21:05 uur | Olympique Lyon        | 2 – 1   | Beşiktaş  | Parc Olympique Lyonnais, Lyon Toeschouwers: 55.452 Scheidsrechter: Antonio Mateu Lahoz |
| 13 april 2017 21:05 uur | Tolisso 83' Morel 85' | Verslag | 15' Babel | Parc Olympique Lyonnais, Lyon Toeschouwers: 55.452 Scheidsrechter: Antonio Mateu Lahoz |

#### Terugwedstrijden
|                         |                              |            |            |                                                                                        |
| 20 april 2017 21:05 uur | Manchester United            | 2 – 1 (nv) | Anderlecht | Old Trafford, Manchester Toeschouwers: 71.496 Scheidsrechter: Alberto Undiano Mallenco |
| 20 april 2017 21:05 uur | Mchitarjan 10' Rashford 107' |            | 32' Hanni  | Old Trafford, Manchester Toeschouwers: 71.496 Scheidsrechter: Alberto Undiano Mallenco |

|                         |              |       |               |                                                                         |
| 20 april 2017 21:05 uur | Racing Genk  | 1 – 1 | Celta de Vigo | Luminus Arena, Genk Toeschouwers: 18.833 Scheidsrechter: William Collum |
| 20 april 2017 21:05 uur | Trossard 67' |       | 63' Sisto     | Luminus Arena, Genk Toeschouwers: 18.833 Scheidsrechter: William Collum |

|                         |                                             |            |                                             |                                                                                  |
| 20 april 2017 21:05 uur | Schalke 04                                  | 3 – 2 (nv) | Ajax                                        | Veltins-Arena, Gelsenkirchen Toeschouwers: 53.701 Scheidsrechter: Ovidiu Haţegan |
| 20 april 2017 21:05 uur | Goretzka 53' Burgstaller 56' Caligiuri 101' |            | 111' Viergever 120' Younes 72', 81' Veltman | Veltins-Arena, Gelsenkirchen Toeschouwers: 53.701 Scheidsrechter: Ovidiu Haţegan |

|                         |                                                            |            |                                                               |                                                                              |
| 20 april 2017 21:05 uur | Beşiktaş                                                   | 2 – 1 (nv) | Olympique Lyon                                                | Vodafone Arena, Istanboel Toeschouwers: 39.623 Scheidsrechter: Milorad Mažić |
| 20 april 2017 21:05 uur | Talisca 27', 58'                                           |            | 34' Lacazette                                                 | Vodafone Arena, Istanboel Toeschouwers: 39.623 Scheidsrechter: Milorad Mažić |
| 20 april 2017 21:05 uur | Strafschoppen                                              |            |                                                               | Vodafone Arena, Istanboel Toeschouwers: 39.623 Scheidsrechter: Milorad Mažić |
| 20 april 2017 21:05 uur | Babel Tosun Hutchinson Arslan Talisca Uysal Tošić Mitrović | 6 – 7      | Fekir Tolisso Ghezzal Rybus Valbuena Diakhaby Jallet Gonalons | Vodafone Arena, Istanboel Toeschouwers: 39.623 Scheidsrechter: Milorad Mažić |

### Halve finales
De loting vond plaats op 21 april 2017.
De heenwedstrijden werden gespeeld op 3 & 4 mei 2017. Op 11 mei 2017 vonden de returns plaats. Ajax was na AZ in 2005, de eerste Nederlandse ploeg in 12 jaar die de halve finale wist te bereiken.
| Team 1        | Tot.  | Team 2            | 1e wedstr. | 2e wedstr. |
| ------------- | ----- | ----------------- | ---------- | ---------- |
| Ajax          | 5 – 4 | Olympique Lyon    | 4 – 1      | 1 – 3      |
| Celta de Vigo | 1 – 2 | Manchester United | 0 – 1      | 1 – 1      |

#### Heenwedstrijden
|                        |                                        |       |                |                                                                                 |
| 3 mei 2017 * 18:45 uur | Ajax                                   | 4 – 1 | Olympique Lyon | Amsterdam ArenA, Amsterdam Toeschouwers: 52.141 Scheidsrechter: Gianluca Rocchi |
| 3 mei 2017 * 18:45 uur | Traoré 25', 71' Dolberg 34' Younes 49' |       | 66' Valbuena   | Amsterdam ArenA, Amsterdam Toeschouwers: 52.141 Scheidsrechter: Gianluca Rocchi |

|                      |               |              |                   |                                                                             |
| 4 mei 2017 21:05 uur | Celta de Vigo | 0 – 1        | Manchester United | Estadio Balaídos, Vigo Toeschouwers: 26.202 Scheidsrechter: Sergej Karasjov |
| 4 mei 2017 21:05 uur |               | 67' Rashford |                   | Estadio Balaídos, Vigo Toeschouwers: 26.202 Scheidsrechter: Sergej Karasjov |

* Vanwege de Nationale Dodenherdenking in Amsterdam op donderdag 4 mei was de thuiswedstrijd van Ajax vervroegd naar woensdag 3 mei.

#### Terugwedstrijden
|                       |                                         |       |                                |                                                                                     |
| 11 mei 2017 21:05 uur | Olympique Lyon                          | 3 – 1 | Ajax                           | Parc Olympique Lyonnais, Lyon Toeschouwers: 55.000 Scheidsrechter: Szymon Marciniak |
| 11 mei 2017 21:05 uur | Lacazette 45' (pen.), 45+1' Ghezzal 81' |       | 27' Dolberg 68', 84' Viergever | Parc Olympique Lyonnais, Lyon Toeschouwers: 55.000 Scheidsrechter: Szymon Marciniak |

|                       |                         |       |                    |                                                                              |
| 11 mei 2017 21:05 uur | Manchester United       | 1 – 1 | Celta de Vigo      | Old Trafford, Manchester Toeschouwers: 70.000 Scheidsrechter: Ovidiu Haţegan |
| 11 mei 2017 21:05 uur | Fellaini 17' Bailly 87' |       | 85', 88' Roncaglia | Old Trafford, Manchester Toeschouwers: 70.000 Scheidsrechter: Ovidiu Haţegan |

### Finale
De loting voor de thuisspelende ploeg tijdens de finale vond plaats op 21 april 2017. Ajax is na Feyenoord in 2002, de eerste Nederlandse ploeg in 15 jaar die de finale weet te bereiken.
|                       |      |                          |                   |                                                                         |
| 24 mei 2017 20:45 uur | Ajax | 0 – 2                    | Manchester United | Friends Arena, Solna Toeschouwers: 46.961 Scheidsrechter: Damir Skomina |
| 24 mei 2017 20:45 uur |      | 18' Pogba 48' Mchitarjan |                   | Friends Arena, Solna Toeschouwers: 46.961 Scheidsrechter: Damir Skomina |

## Statistieken

### Topscorers
Bij een gelijk aantal doelpunten geldt het minste aantal speelminuten.
| rang | naam                | club                  | goals | minuten gespeeld |
| ---- | ------------------- | --------------------- | ----- | ---------------- |
| 1    | Edin Džeko          | AS Roma               | 8     | 524'             |
| 1    | Giuliano            | Zenit Sint-Petersburg | 8     | 710'             |
| 3    | Aritz Aduriz        | Athletic Bilbao       | 7     | 484'             |
| 4    | Alexandre Lacazette | Olympique Lyon        | 6     | 537'             |
| 4    | Henrich Mchitarjan  | Manchester United     | 6     | 817'             |
| 4    | Kasper Dolberg      | Ajax                  | 6     | 933'             |
| 7    | Guillaume Hoarau    | BSC Young Boys        | 5     | 342'             |
| 7    | Nikola Kalinić      | Fiorentina            | 5     | 496'             |
| 7    | Łukasz Teodorczyk   | Anderlecht            | 5     | 673'             |
| 7    | Iago Aspas          | Celta de Vigo         | 5     | 865'             |
| 7    | Zlatan Ibrahimović  | Manchester United     | 5     | 897'             |

### Aantal deelnemers per land per ronde
- - Betekent dat het land was vrijgesteld van deze ronde en pas in latere rondes clubs instroomden.

| Land                  | 1e voorronde | 2e voorronde | 3e voorronde | Play-offronde | Groepsfase | 1/16 finale | 1/8 finale | 1/4 finale | 1/2 finale | Finale | Winnaar |
| --------------------- | ------------ | ------------ | ------------ | ------------- | ---------- | ----------- | ---------- | ---------- | ---------- | ------ | ------- |
| Engeland              | -            | -            | 1            | 1             | 2          | 2           | 1          | 1          | 1          | 1      | 1       |
| Nederland             | -            | -            | 2            | 1             | 3          | 2           | 1          | 1          | 1          | 1      |         |
| Spanje                | -            | -            | -            | -             | 3          | 3           | 1          | 1          | 1          |        |         |
| Frankrijk             | -            | -            | 2            | 1             | 2          | 2           | 1          | 1          | 1          |        |         |
| België                | -            | 1            | 2            | 3             | 4          | 3           | 3          | 2          |            |        |         |
| Duitsland             | -            | -            | 1            | 0             | 2          | 2           | 2          | 1          |            |        |         |
| Turkije               | -            | 1            | 2            | 3             | 3          | 3           | 1          | 1          |            |        |         |
| Rusland               | -            | -            | 2            | 1             | 2          | 3           | 2          |            |            |        |         |
| Italië                | -            | -            | 1            | 1             | 4          | 2           | 1          |            |            |        |         |
| Griekenland           | -            | 1            | 3            | 3             | 3          | 2           | 1          |            |            |        |         |
| Denemarken            | 2            | 3            | 3            | 3             | 0          | 1           | 1          |            |            |        |         |
| Cyprus                | 2            | 2            | 2            | 1             | 1          | 1           | 1          |            |            |        |         |
| Tsjechië              | -            | 1            | 3            | 3             | 3          | 1           |            |            |            |        |         |
| Oekraïne              | -            | -            | 2            | 1             | 2          | 1           |            |            |            |        |         |
| Roemenië              | -            | 1            | 2            | 1             | 2          | 1           |            |            |            |        |         |
| Israël                | 2            | 3            | 2            | 2             | 2          | 1           |            |            |            |        |         |
| Polen                 | 2            | 2            | 1            | 0             | 0          | 1           |            |            |            |        |         |
| Bulgarije             | 2            | 2            | 0            | 0             | 0          | 1           |            |            |            |        |         |
| Oostenrijk            | 1            | 2            | 3            | 2             | 3          |             |            |            |            |        |         |
| Azerbeidzjan          | 3            | 3            | 1            | 2             | 2          |             |            |            |            |        |         |
| Zwitserland           | -            | -            | 1            | 1             | 2          |             |            |            |            |        |         |
| Portugal              | -            | -            | 3            | 2             | 1          |             |            |            |            |        |         |
| Kazachstan            | 3            | 1            | 0            | 1             | 1          |             |            |            |            |        |         |
| Ierland               | 3            | 2            | 1            | 0             | 1          |             |            |            |            |        |         |
| Kroatië               | 1            | 2            | 3            | 2             |            |             |            |            |            |        |         |
| Servië                | 2            | 3            | 1            | 2             |            |             |            |            |            |        |         |
| Wit-Rusland           | 2            | 3            | 2            | 1             |            |             |            |            |            |        |         |
| Zweden                | 2            | 3            | 2            | 1             |            |             |            |            |            |        |         |
| Slovenië              | 2            | 2            | 2            | 1             |            |             |            |            |            |        |         |
| Slowakije             | 3            | 2            | 1            | 1             |            |             |            |            |            |        |         |
| Macedonië             | 3            | 1            | 1            | 1             |            |             |            |            |            |        |         |
| Noorwegen             | 2            | 2            | 0            | 1             |            |             |            |            |            |        |         |
| Albanië               | 3            | 1            | 0            | 1             |            |             |            |            |            |        |         |
| Georgië               | 3            | 0            | 0            | 1             |            |             |            |            |            |        |         |
| Schotland             | 2            | 3            | 1            |               |            |             |            |            |            |        |         |
| Hongarije             | 3            | 3            | 1            |               |            |             |            |            |            |        |         |
| Finland               | 3            | 2            | 1            |               |            |             |            |            |            |        |         |
| Letland               | 3            | 2            | 1            |               |            |             |            |            |            |        |         |
| Malta                 | 3            | 1            | 1            |               |            |             |            |            |            |        |         |
| Moldavië              | 3            | 1            |              |               |            |             |            |            |            |        |         |
| IJsland               | 3            | 1            |              |               |            |             |            |            |            |        |         |
| Montenegro            | 3            | 1            |              |               |            |             |            |            |            |        |         |
| Noord-Ierland         | 3            | 1            |              |               |            |             |            |            |            |        |         |
| Wales                 | 3            | 1            |              |               |            |             |            |            |            |        |         |
| Armenië               | 3            | 1            |              |               |            |             |            |            |            |        |         |
| Gibraltar             | 1            | 1            |              |               |            |             |            |            |            |        |         |
| Liechtenstein         | 1            | 1            |              |               |            |             |            |            |            |        |         |
| Bosnië en Herzegovina | 3            |              |              |               |            |             |            |            |            |        |         |
| Luxemburg             | 3            |              |              |               |            |             |            |            |            |        |         |
| Litouwen              | 3            |              |              |               |            |             |            |            |            |        |         |
| Estland               | 3            |              |              |               |            |             |            |            |            |        |         |
| Faeröer               | 3            |              |              |               |            |             |            |            |            |        |         |
| Andorra               | 2            |              |              |               |            |             |            |            |            |        |         |
| San Marino            | 2            |              |              |               |            |             |            |            |            |        |         |

Overige Europese Bekertoernooien: UEFA Champions League · UEFA Europa Conference League · UEFA Super Cup · Europacup I (Beker der Landskampioenen) · Europacup II (Beker der Bekerwinnaars) · UEFA Intertoto Cup